# Armoriale delle famiglie italiane (O)
Questo è l'armoriale delle famiglie italiane il cui cognome inizia con la lettera O.

## Armi

### Ob
| Stemma | Casato e blasonatura |
| ------ | --- |
|        | Obert o Oberto (Cherasco) Titolo: conti di Corteranzo D'oro, a tre teste d'aquila, di nero, strappate, rostrate di rosso, con il capo d'azzurro, carico di un sole, d'oro Motto: His nihil opertum (citato in SUBL) |
|        | Oberti (Val Brembana) Spaccato; nel 1° d'oro, al palo di nero; nel 2° d'argento, ad un monticello di verde, movente dalla punta e sormontato da un uccello; colla fascia di rosso attraversante sulla partizione (citato in STBB) alias D'azzurro, all'albero di verde, sostenuto da due leoni di rosso, affrontati e controrampanti; e piantato sopra una campagna di verde (citato in STBB) |
|        | Oberto (Ciriè) D'azzurro, alla gazza di nero, sorante e tenente nel becco un ramoscello d'olivo, di verde (citato in SUBL) |
|        | Obino (Sassari, Cossoine) Partito: nel 1° d'oro al cipresso nodrito sulla pianura erbosa, il tutto al naturale, il tronco caricato alla metà di una ruota di rosso; nel 2° d'argento alla palma nodrita sulla pianura erbosa, ed un leone illeopardito (citato in DAlena) albero di cipresso nodrito su terrazzo al naturale il tronco caricato da una ruota di rosso su oro - leopardo al naturale traversante il tronco di - un albero di palma di verde tutto su terrazzo dello stesso su argento (citato in LEOM) |
|        | Obizi fasciato d'argento e d'azzurro, allo scudetto ovale dello stesso, caricato di un cane levriere rampante d'oro posto nel capo sopra il tutto (citato in MONT – pag. 146) |
|        | Obizi (Cesena) (la blasonatura non è stata ancora caricata) (citato in BLCW) Immagine in Blasone Cesenate. |
|        | Obizi (Pisa) D'oro, alla banda d'azzurro (citato in ASFI) |
|        | Obizzi (Padova) d'azzurro, a 3 fasce d'argento accompagnate da una tigre al naturale passante posta fra le due prime (citato in GUCA – pag. 545 e in DAlena) |
|        | Obizzi (Lucca, Pescia, Firenze) Bandato di sei pezzi d'azzurro e d'argento (citato in ASFI) |
|        | Obizzi (Toscana) d'argento a tre bande d'azzurro (DE) In Silber 3 blaue Schrägbalken (citato in KHIF) |
|        | Oblandi (Pisa) Di…, al leone di…, caricato di una rotella di…, sovraccaricata di una croce di… (citato in ASFI) |
|        | Obodriti o Abodriten o Obottiti (Germania, Polonia) (la blasonatura non è stata ancora caricata) (citato in UNFE) Immagine nella Biblioteca Estense Universitaria (id. 292). |
|        | Obodriti o Abodriten o Obottiti (Germania, Polonia) (la blasonatura non è stata ancora caricata) (citato in UNFE) Immagine nella Biblioteca Estense Universitaria (id. 2490). |
|        | Obriachi (Firenze) Di rosso, all'oca passante d'argento, imbeccata d'oro (citato in ASFI) alias Di rosso, all'oca ferma d'argento, imbeccata d'oro (citato in ASFI) (DE) In Rot 1 sitzende silberne Gans mit goldenem Schnabel (citato in KHIF) alias Di rosso, all'oca passante d'argento, imbeccata d'oro, caricata sull'ala di una crocetta di rosso (citato in ASFI) alias Di rosso, all'oca ferma d'argento, imbeccata d'oro, caricata sull'ala di una crocetta di rosso (citato in ASFI)                        |

### Oc
| Stemma | Casato e blasonatura |
| ------ | --- |
|        | Occelli o Occello o Ocelli (Farigliano) Titolo: conti di Nichelino; consignori di Castino D'oro, a tre rondini, al naturale Motto: Prudentia et simplicitate (citato in SUBL) |
|        | Occelli o Uccelli o Uscelli o Uscello (Giaveno) Di verde, a tre tortore al naturale (2, 1?) (citato in SUBL) |
|        | Occhini (Arezzo) D'azzurro, alla fascia diminuita d'oro, accompagnata superiormente da due occhi umani al naturale, sormontati da tre stelle a otto punte d'oro ordinate in capo, e inferiormente da un cuore di rosso, sormontato da tre stelle a otto punte d'oro, 1.2 (citato in ASFI) fascia di oro su azzurro - un paio di occhi umani al naturale sormontati da - 3 stelle (8 raggi) di oro poste in fascia su azzurro in alto - cuore di rosso in basso accompagnato da - 3 stelle (8 raggi) di oro poste 1,2 su azzurro (citato in LEOM) alias D'azzurro, alla fascia diminuita d'oro, accompagnata superiormente da due occhi umani al naturale, sormontati da tre stelle a otto punte d'oro ordinate in capo, e inferiormente da un cuore di rosso, sormontato da tre stelle a otto punte d'oro, ordinate in fascia (citato in ASFI) |
|        | Ocelli o Uccelli ' o Occelli (Casalese ?) Di rosso, al palo d'argento, carico di tre monti di verde, quello centrale sostenente due rose (?) di rosso, fogliate di verde, con il capo d'oro, carico di un'aquila di nero (citato in SUBL) |
|        | Ocheda o Ocheda Calvino (Spagna, Tortona) D'argento, a cinque foglie d'edera, al naturale, poste una in cuore e le altre in croce di Sant'Andrea alias Inquartato, al 1° e 4° d'argento, a cinque foglie d'edera, al naturale, poste una in cuore e le altre in croce di Sant'Andrea, al 2° e 3° d'azzurro, al sole d'oro, raggiante, carico di un'aquila coronata, di nero (citato in SUBL) |
|        | Ochi (Ghedi) oca ferma di argento su terrazzo di verde su rosso (citato in LEOM) |
|        | Ochis (Torino) D'argento, alla fascia d'azzurro, carica di un'oca d'argento, accompagnata in capo da una stella, di rosso, e in punta da due semprevivi, di verde Motto: Custodia vigilans (citato in SUBL) |

### Od
| Stemma | Casato e blasonatura |
| ------ | --- |
|        | Odaldi (Pistoia) Scaglionato di otto pezzi d'oro e d'azzurro (citato in ASFI) alias Scaglionato di sei pezzi d'oro e d'azzurro (citato in ASFI) alias D'oro, a tre scaglioni d'azzurro (citato in ASFI) |
|        | Odasio (Martinengo) stella (8 raggi) di oro su rosso - scaglione di oro su azzurro (citato in LEOM) |
|        | Odasio (Brescia) leone rampante di oro su azzurro - anello di oro con gemma rivolta al basso su fiamma di rosso su argento (citato in LEOM) |
|        | Odasio (Pesaro) leone rampante di oro su azzurro (citato in LEOM) |
|        | Odasio (Pesaro) leone rampante rivolto di oro su azzurro - 2 fasce di oro su azzurro - aquila di nero su oro in capo - liocorno rampante al naturale su argento (citato in LEOM) |
|        | Odazio (Milano) leone rampante coronato sormontato da - 2 gigli inframezzati dalle 3 gocce di un lambello tutto di oro su azzurro (citato in LEOM) |
|        | Oddi d'argento incappato di azzurro a 3 anelletti dello stesso dell'uno nell'altro (citato in SPRE – Vol. I pag. 484) |
|        | Oddi d'argento, incappato d'azzurro, a sei armille, quattro nel capo e due in punta, dell'uno nell'altro (citato in MONT – pag. 136) |
|        | Oddi (Parma) filetto increspato in fascia di oro su azzurro - 3 stelle (8 raggi) di oro su azzurro poste 2,1 (citato in LEOM) |
|        | Oddi (Parma) 3 stelle (6 raggi) di azzurro su fascia di argento su troncato di oro e di azzurro - fascia doppiodentata scaccata (6 pezzi) di rosso e di azzurro su oro - 3 sbarre di rosso su azzurro (citato in LEOM) |
|        | Oddi Baglioni (Perugia, Firenze) di argento incappato di azzurro caricato di 3 cerchi posti 2,1 i primi di argento sull'azzurro e il terzo di azzurro su argento - fascia di oro su azzurro (citato in LEOM) |
|        | Oddi di Perugia (Cesena) (la blasonatura non è stata ancora caricata) (citato in BLCW) Immagine in Blasone Cesenate. |
|        | Oddo o Oddi (Vizzini, Siracusa) d'azzurro, al calice posto nel canton destro della punta, sinistrato da un leone e accompagnato da sette stelle poste in cinta, il tutto d'oro (citato in Mango) d'azzurro, col calice posto nel canton destro della punta, accompagnato da sette stelle poste in cinta, e sinistrato da un leone, il tutto di oro (citato in NBSC) (Cenno storico in Famiglie nobili di Sicilia (archiviato dall'url originale il 5 marzo 2016).) |
|        | Oddo (Sicilia) leone rampante di oro a destra - calice dello stesso posto a sinistra circondato da - 7 stelle (6 raggi) di oro poste a semicerchio stilizzato tutto su azzurro (citato in LEOM) |
|        | Oddone o Oddono o Odone (Grugliasco) Troncato d'azzurro e di verde, il primo a tre stelle d'oro (2, 1?), il secondo all'agnello d'argento, passante, con la fascia d'azzurro sulla partizione Motto: Mea pascua virtus (citato in SUBL) |
|        | Oddone (Torino) D'azzurro, inquartato, al 1° e 4° all'agnello coronato d'oro, coricato sopra un monticello di verde e sormontato da tre stelle d'oro, ordinate in fascia, al 2° e 3° alla fascia accompagnata, in capo da tre stelle male ordinate, il tutto d'oro, e in punta da un agnello d'argento, passante (citato in SUBL) agnello di argento sdraiato su monte di verde uscente dalla partizione coronato di oro su azzurro - 3 stelle (5 raggi) di oro poste in fascia in alto su azzurro - fascia di oro su azzurro - 3 stelle (5 raggi) di oro poste 1,2 in alto su azzurro - agnello passante di argento in basso su azzurro (citato in LEOM) Motto: Mea pascula virtus |
|        | Oderisio (Abruzzo) (la blasonatura non è stata ancora caricata) (citato in DAlena) |
|        | Odescalchi (Molise) D'argento a quattro fasce di rosso accompagnate da un leone leopardito dello stesso nella prima fascia d'argento, e da sei navicelle d'incensiere di rosso poste 3 nella seconda fascia d'argento, due nella seconda e una nella quarta; capo d'oro caricato di un'aquila coronata d nero (citato in DAlena) |
|        | Odescalchi (Roma) D'argento a quattro fasce di rosso accompagnate da un leone leopardito dello stesso nella prima fascia d'argento, e da sei navicelle d'incensiere di rosso poste 3 nella seconda fascia d'argento, due nella seconda e una nella quarta; capo d'oro caricato di un'aquila coronata d nero (Immagine nell' Archivio Storico Capitolino (PDF) (archiviato dall'url originale il 5 marzo 2016).) |
|        | Odescalchi (Como, Roma, Ungheria) 4 filetti in fascia di rosso sostenenti il primo un leone passante e gli altri 3 delle navicelle da incenso poste 3 sul secondo 2 sul terzo e una sul quarto tutto su argento - capo d'Impero (citato in LEOM) |
|        | Odescalchi (Milano, Bergamo, Como) 4 filetti in fascia di rosso sostenenti il primo un leone passante e gli altri 3 delle navicelle da incenso poste 3 sul secondo 2 sul terzo e una sul quarto tutto su argento - aquila di nero su oro in capo (citato in LEOM) |
|        | Odescalchi (Cesena) (la blasonatura non è stata ancora caricata) (citato in BLCW) Immagine in Blasone Cesenate. |
|        | Odetti (Fossano, Crescentino) Titolo: conti di Marcorengo Palato d'oro e di azzurro, con il capo del primo, carico di un'aquila di nero, rostrata di rosso, coronata del campo Motto: Renovabur in dies (citato in SUBL) |
|        | Odetti o Odetti di Marcorengo (Crescentino, Milano) palato di oro e di azzurro - capo d'Impero (citato in LEOM) |
|        | Odiard des Ambrois (Lionese, Oulx) D'azzurro, allo scaglione, accompagnato da tre coppe coperte, il tutto d'oro (citato in SUBL) |
|        | Odina o Oddini (Ovada) D'azzurro, alla sirena a doppia coda al naturale, nell'atto di afferrarla con le mani, fluttuante su un mare di verde, accompagnata nel capo da tre colonne di rosso, poste in palo, una accanto all'altra (citato in STOV) |
|        | Odona o Oddone (Ovada) D'oro, all'aquila bicipite col volo abbassato di nero, coronata all'antica tra le due teste dello stesso (citato in STOV) |
|        | Odorici (Nozza) partito nel 1º fasciato d'oro e di rosso a sei pezzi con il capo d'azzurro; nel 2º d'oro a una spada al naturale posta in alto e da due mazze di due rose (citato in Piovanelli) |

### Of
| Stemma | Casato e blasonatura |
| ------ | --- |
|        | Offerio (Ravello) Di rosso alla banda vaiata di argento e di azzurro, accompagnata nel capo da una rosa di oro ed in punta da un giglio di Francia dello stesso (citato in DAlena e in Chiese di Ravello.) |
|        | Offredi(Cremona) Titolo: conti, liberi baroni del regno di Boemia, baroni del regno d'Italia, patrizi di Cremona inquartato; nel primo e nel quarto d'azzurro al capriolo cucito di rosso; nel secondo di rosso all'aquila di nero, rostrata e membrata d'oro, linguata di rosso e volta con la testa a destra; nel terzo come nel secondo, ma con la testa rivolta a sinistra (citato in BLCR) Immagine in alias spaccato semipartito in capo; nel primo di porpora al falcone posato d'argento; nel secondo di verde, alla croce scorciata d'oro; nel terzo d'azzurro, al capriolo gemellato di rosso e bordato d'argento (citato in BLCR) Immagine in |

### Og
| Stemma | Casato e blasonatura |
| ------ | --- |
|        | Oggerino (Bagnasco) Palato di rosso e d'argento, alla fascia d'oro, carica di rose di rosso, attraversante (citato in SUBL) |
|        | Oggero (Savigliano) Titolo: consignori di Cantogno, Ruffia, Solere Palato d'argento e di rosso (citato in SUBL) alias Palato d'oro e d'argento Motto: Il n'y a qui passe (citato in SUBL) |
|        | Oggero (Fossano) D'argento, a tre pali di rosso Motto: Loco et tempore (citato in SUBL) |
|        | Oglerio o Ogglerio o Occlerio (Trino) D'azzurro, al leone, accompagnato da tre stelle, male ordinate, il tutto d'oro, con la campagna d'oro, carica di due bande d'azzurro (citato in SUBL) alias Troncato, al 1° d'azzurro al leone, sormontato da una cometa, accostata a due stelle d'oro, al 2° d'oro, a due bande di verde Motto: Et jour et nuit (citato in SUBL) |
|        | Ogniben (Asolo) Partito: nel primo d'argento alle due rose gambute di rosso poste in decusse; nel secondo d'azzurro al voltro umano al naturale (citato in DAlena) |
|        | Ogniben (Padova) cornucopia di oro ripiena di fiori al naturale su azzurro (citato in LEOM) |
|        | Ognibene (Cesena) (la blasonatura non è stata ancora caricata) (citato in BLCW) Immagine in Blasone Cesenate. |

### Oh
| Stemma | Casato e blasonatura |
| ------ | --- |
|        | Ohumuchievich (Ragusa/Dubrovnik) d'oro, a tre fasce di nero, alla cotissa in banda merlata in basso di tre pezzi di rosso, attraversante sul tutto (citato in VVCH) (FR) D'or, à trois fasces de sable, à la cotice en bande bastillée de trois pièces de gueules, brochant sur le tout. Casque couronné. (citato in RIET) |

### Ol
| Stemma                                                                                       | Casato e blasonatura |
| -------------------------------------------------------------------------------------------- | --- |
|                                                                                              | Oldegrini (Nozza) orso che emerge da un cimiero, sovrastante interzato a tre pezzi d'argento, di verde e di rosso (citato in Piovanelli) |
|                                                                                              | Oldi (Milano) aquila di nero coronata di oro su rosso - albero di quercia al naturale nodrita su terrazzo erboso di verde accompagnata a destra da - un leone passante al naturale tutto su azzurro citato in LEOM) |
|                                                                                              | Oldi (Crema) Titolo: Conti troncato: nel primo, di rosso, all'aquila di nero cucita e coronata d'oro; nel secondo d'azzuro, alla pianta di quercia al naturale, nodrita sulla pianura erbosa di verde e sinistrata da un leone illeopardito al naturale linguato di rosso (citato in LONI) |
|                                                                                              | Oldofredi (Brescia) di rosso, al leone rampante di oro linguato di rosso ed armato di nero; col capo d'oro a tre aquile di nero coronate del campo poste in fascia (citato in ARCN) leone rampante di oro su rosso - 3 aquile di nero coronate di oro su oro poste in fascia in capo (citato in LEOM) |
|                                                                                              | Oldofredi Tadini (Brescia, Cuneo, Roma) inquartato: nel 1º e 4º di rosso, al leone rampante di oro linguato di rosso ed armato di nero; col capo d'oro a tre aquile di nero coronate del campo poste in fascia (Oldofredi); nel 2º e 3º d'argento, a un capriolo di rosso accostato da tre torri dello stesso poste due fuori ed una dentro il capriolo; col capo d'argento ad un'aquila di nero coronata d'oro (citato in ARCN) leone rampante di oro su rosso - 3 aquile di nero coronate di oro su oro poste in fascia in capo - scaglione di rosso accompagnato da - 3 torri dello stesso poste 2,1 su argento - aquila di nero coronata di oro su argento in capo (citato in LEOM) |
|                                                                                              | Oldoini o Oldovini (Cremona) fasciato di rosso e d'oro (citato in BLCR) Immagine in |
|                                                                                              | Oldoino (Sicilia) Titolo: marchese della Grammontagna d'azzurro, a tre fasce d'oro (citato in Mango) alias diviso; nel 1° di rosso con la serra d'oro posta in banda, ed un drago dello stesso soprastante sul tutto; nel 2° d'azzurro, con tre fasce d'oro (citato in NBSC) Corona di marchese (Cenno storico in Famiglie nobili di Sicilia (archiviato dall'url originale il 5 marzo 2016).) |
|                                                                                              | Oldoino o Oldoini (La Spezia) banda di rosso su - leone rampante coronato di oro uscente dalla prima di - 3 fasce in divisa di rosso su azzurro in punta (citato in LEOM) |
|                                                                                              | Oldoino o Oldoini (La Spezia) sbarra doppiomerlata di rosso su - leone rampante coronato di oro su azzurro - fasciato di rosso e di azzurro (citato in LEOM) |
|                                                                                              | Oldrendis de Legnano (Legnano, Milano) Titolo: conti di Legnano (di rosso spaccato d'argento con un leone d'oro ambulante verso il capo, ed un albero disseccato di rosso verso la punta dello scudo) (citato in TRACTATUS De Bello, De Represaliis et De Duello di Giovanni da Legnano) |
|                                                                                              | Oldrovandus (Sabbioneta) (la blasonatura non è stata ancora caricata) (citato in UNFE) Immagine nella Biblioteca Estense Universitaria (id. 7479). |
|                                                                                              | Oleari o Oleario di Bellagente (Milano, Campo Rinaldo) aquila bicipite di nero coronata di oro su ambo le teste afferrante con l'artiglio destro un ramo di quercia e col sinistro un serto di alloro entrambi di verde su oro - 3 brocche al naturale poste 2,1 le superiori affrontate su oro - 3 bande di argento su azzurro (citato in LEOM) |
|                                                                                              | Olgiate Olonae (la blasonatura non è stata ancora caricata) (citato in DAlena) |
|                                                                                              | Olgiati (Milano, Vercelli) Titolo: conti di Lachelle, Larizzate; baroni di Maria Di rosso, al luccio d'argento posto in fascia (citato in DAlena e in SUBL) alias Di rosso, al luccio d'argento posto in fascia, con il capo d'oro, carico di un'aquila coronata, di nero (citato in DAlena e in SUBL) pesce luccio di argento posto in fascia su rosso - aquila coronata di nero su oro in capo (citato in LEOM) Motto: Auxilium meum a Domino |
|                                                                                              | Olgiati (Roma) (la blasonatura non è stata ancora caricata) (Immagine nell' Archivio Storico Capitolino (PDF) (archiviato dall'url originale il 5 marzo 2016).) |
|                                                                                              | Olginati (Como) 2 zampe di leone al naturale incrociate unghie al basso su rosso - aquila di nero su oro in capo (citato in LEOM) |
|                                                                                              | Olignani (Roma) (d'azzurro, a tre gigli d'oro, sormontati da un lambello a quattro pendenti di rosso) (Immagine nell' Archivio Storico Capitolino (PDF).) |
|                                                                                              | Oliva (Genova) losangato in fascia, da otto trinciature e altrettante tagliature, di nero e d'argento (citato in GUCA – pag. 347, in VVCH - pag. 140 e in DAlena) |
|                                                                                              | Oliva (Siena) Partito d'argento e d'azzurro, alla banda attraversante semipartita di rosso e d'argento (citato in ASFI) |
|                                                                                              | Oliva (Reggio Calabria) All'albero d'ulivo al naturale sulla terrazza di verde in campo azzurro (citato in FRCL) |
|                                                                                              | Oliva (Gaeta, Napoli) Titolo: nobili di Gaeta partito: 1° troncato di rosso al leone d'oro coronato del medesimo linguato d'argento, d'argento a cinque fascetti di verde e di rosso, 2° d'argento all'albero di nero (citato in PRTS) |
|                                                                                              | Oliva (Gaeta, Napoli) leone rampante coronato di oro su rosso - 5 fascette di virgulti di verde e di rosso alternate in palo poste in fascia su argento - albero di olivo nodrito su terrazzo tutto di nero su argento (citato in LEOM) |
|                                                                                              | Oliva (Siracusa, Messina) d'argento all'olivo sradicato di verde, fruttifero dello stesso (citato in Mango) |
|                                                                                              | Oliva (Cesena) (la blasonatura non è stata ancora caricata) (citato in BLCW) Immagine in Blasone Cesenate. |
|                                                                                              | Oliva Vetusti (Abruzzo) Di rosso alla fascia d'argento caricata di tre stelle del campo ed accompagnata in campo da un leone nascente d'oro tenente un ramo d'olivo al naturale, ed in punta da tre bande d'argento (citato in DAlena) alias Di rosso alla fascia d'argento caricata di tre stelle del campo ed accompagnata in campo da un leone nascente d'oro tenente un ramo d'olivo al naturale, ed in punta da tre pali d'argento (citato in DAlena) |
|                                                                                              | Olivadisio (Catanzaro) D'azzurro partito da un filetto d'oro: il 1° al tronco d'olivo di …; il 2° al leone d'oro (citato in DAlena e in BLCL) |
|                                                                                              | Olivari (Nizza, Sospello) Titolo: signori di Baussone, Revest, Torretta Revest D'argento, all'olivo di verde, sormontato da tre stelle di rosso, ordinate in fascia (citato in SUBL) |
|                                                                                              | Olivari (Salò) una pianta d'olivo, sormontata da una colomba con nel becco un ramo dello stesso (citato in Piovanelli) |
|                                                                                              | Olivazzi (Alessandria) Titolo: marchesi di Spineda; consignori di Masio, Quattordio D'argento, all'olivo nutrito sulla pianura erbosa, al naturale, con il castello di rosso, fondato sulla pianura e attraversante sull'olivo; con il capo d'oro, carico di un'aquila di nero, coronata del campo (citato in SUBL) alias D'azzurro, all'olivo al naturale, con il castello di rosso, cucito, attraversante sull'olivo; con il capo d'argento, sparso di fiammelle, d'oro, cucite, carico di un'aquila coronata, di nero (citato in SUBL) Motto: Sicut novellae olivarum |
|                                                                                              | Olivazzi (Milano, Torino) albero di olivo nodrito su terrazzo al naturale traversato da - un castello a 2 torri di rosso su argento aperto del campo - capo d'Impero (citato in LEOM) |
|                                                                                              | Oliveri o Olivera (Palermo, Messina, Licata) Titolo: duca d'Acquaviva d'oro alla colonna al naturale, cimata da una colomba al naturale (citato in PRTS) d'oro, alla colonna a base e capitello al naturale, cimata da una colomba del medesimo (citato in Mango e in NBSC) colonna con base e capitello al naturale cimata da colomba dello stesso su oro (citato in LEOM) alias d'oro all'olivo sradicato di verde, accostato da due leopardi dello stesso (citato in PRTS) d'oro, all'olivo sradicato di verde, accostato al tronco da due teste di leopardi dello stesso (citato in Mango e in NBSC) albero di olivo sradicato di verde accompagnato da - 2 teste di leopardo in maestà dello stesso su oro (citato in LEOM) alias d'azzurro, con l'albero d'ulivo verde, accostato da due teste di leone d'argento (citato in NBSC) (Cenno storico in Famiglie nobili di Sicilia (archiviato dall'url originale il 5 marzo 2016).) Ulteriore ragguaglio storico in Famiglie nobili di Sicilia (archiviato dall'url originale il 5 marzo 2016).                                                                                    |
|                                                                                              | Oliveri d'Acquaviva (Sicilia) Titolo: duca di Acquaviva d'oro con una colonna a base e capitello al naturale cimata da una colomba del medesimo (citato in NBSC) Corona di duca (Cenno storico in Famiglie nobili di Sicilia (archiviato dall'url originale il 5 marzo 2016).) |
|                                                                                              | Olivero o Ollivero (Torino) Titolo: conte di Montalto, Trana D'oro, all'olivo al naturale, sostenuto da un leoncino coronato, di rosso (citato in SUBL) |
| (questo disegno è una ricostruzione ipotetica, a causa della imprecisione della blasonatura) | Olivero o Olivè o Oliveri o Ollivero (Brusca, Dronero) Titolo: conte di Suniglia, Tetti delle Vigne; barone di Roccabigliera; consignore di Costigliole Troncato, al 1º di rosso, a due ramoscelli d'alloro e d'olivo, d'oro, infilzati in una corona comitale, d'argento, al 2º scaccato d'oro e di rosso (citato in SUBL e in ARCN) spaccato, nel primo di rosso con due rami l'uno di alloro e l'altro d'olivo d'oro, accoppiati, e passati in croce di Sant'Andrea dentro una corona comitale d'argento; nel secondo scaccheggiato d'oro e di rosso (citato in ARCN) alias Troncato, al 1º di rosso, a due ramoscelli d'alloro e d'olivo, d'oro, infilzati in una corona comitale, d'argento, con due stelle d'oro accostate alla corona, al 2º scaccato d'oro e di rosso (citato in SUBL) alias Troncato, al 1º d'azzurro, a due ramoscelli d'alloro e d'olivo, d'oro, infilzati in una corona comitale, d'argento, al 2º scaccato d'oro e di rosso (citato in SUBL) alias campo d'azzurro e ci accostò la corona con due stelle d'oro (citato in ARCN) Cimiero: la colomba noetica Motto: Syderibus claris victrix emersit oliva |
|                                                                                              | Olivero (Cuneo) 2 rami di olivo e di alloro di oro incrociati in una corona comitale di argento su rosso - scaccato di oro e di rosso (citato in LEOM) |
|                                                                                              | Olivero (Bra) Troncato, al 1º scaccato d'oro e di rosso, al 2° d'azzurro, all'olivo al naturale, accompagnato da due stelle d'argento Motto: Parit patientia palmam (citato in SUBL) |
|                                                                                              | Olives (Sardegna) (la blasonatura non è ancora caricata) |
|                                                                                              | Olivicciani (Pescia) Di..., all'albero sradicato di..., posto in mezzo a quattro stelle a otto punte di..., 2.2 (citato in ASFI) |
|                                                                                              | Oliviera (Verona) giglio di oro ornato negli interstizi da 2 rose stelate dello stesso e bottonate di rosso su azzurro - lambello a 5 gocce di oro in alto su azzurro (citato in LEOM) |
|                                                                                              | Olivieri (Nocera Umbra, Foligno) Titolo: Nobili di Nocera Umbra, Nobili di Foligno di rosso, a due scaglioni d'argento (citato in GUCA - pag. 472 e in DAlena) 2 scaglioni di argento su rosso (citato in LEOM) |
|                                                                                              | Olivieri (Roma) di rosso, a due scaglioni d'argento (Immagine nell' Archivio Storico Capitolino (PDF) (archiviato dall'url originale il 4 marzo 2016).) |
|                                                                                              | Olivieri di azzurro al drago alato d'oro seduto e con la zampa destra alzata accompagnato in capo da un giglio d'oro contornato da tre stelle di 8 raggi male ordinate dello stesso (citato in SPRE – Vol. II pag. 226 e pag. 229) |
|                                                                                              | Olivieri d'azzurro, a tre bande d'argento (citato in MONT – pag. 106) |
|                                                                                              | Olivieri o Olivier o Oliveri o Olivieri di Vernier (Carmagnola, Torino, Verzuolo) Titolo: conti di Vernasca Troncato, al 1º scaccato di tre file, d'azzurro e d'oro, al 2º d'oro, all'olivo di verde (citato in SUBL) scaccato (9 pezzi) di azzurro e di oro - albero di olivo di verde uscente dalla punta su oro (citato in LEOM) Motto: Cognitione in utroque |
|                                                                                              | Olivieri (Ovada) D'azzurro, a due rami d'olivo, fruttati e nodriti su un monte di tre cime, il tutto al naturale, accompagnati nel capo da una stella di sei raggi d'oro (citato in STOV) |
|                                                                                              | Olivieri (Cesena) (la blasonatura non è stata ancora caricata) (citato in BLCW) Immagine in Blasone Cesenate. |
|                                                                                              | Olivero ? o Olivieri ? (Racconigi) D'azzurro, all'olivo di verde (al naturale?), nutrito sulla pianura erbosa, al naturale, accostato da due stelle (8), d'argento, e fiancheggiato da due rami di olivo, posti in palo ai lati dello scudo, con il capo scaccato d'oro e di nero Motto: Ex iis victoria certa (citato in SUBL) |
|                                                                                              | Ollandini (Sarzana, Genova) fascia di argento su - leone rampante coronato di oro tenente in destra una foglia di palma di verde su verde (citato in LEOM) |
|                                                                                              | Ollero (Cherasco) D'argento, al capo d'azzurro, carico di una stella d'oro alias D'azzurro, alla stella d'oro, con il capo d'argento (citato in SUBL) |
|                                                                                              | Olliveri o Olliveri Siccardi o Olliveri Petiva (Piossasco, Torino) Titolo: nobili D'azzurro, a tre monti d'argento, moventi dalla punta, quello di mezzo più alto, sostenente una colomba, pure d'argento, tenente nel becco un ramo d'oliva, al naturale, accompagnata in capo da tre stelle, d'oro, ordinate in fascia (citato in SUBL) colomba della pace di argento su 3 monti di argento al naturale uscenti dalla punta su azzurro - 3 stelle (5 raggi) di oro poste in fascia in alto su azzurro (citato in LEOM) |
|                                                                                              | Olliveti (Torino) D'azzurro, all'olivo di verde, (cucito), con uno scaglione d'argento, attraversante Motto: Iustitia et pace (citato in SUBL) |
|                                                                                              | Olloqui (Sicilia) d'oro, con tre bande di nero, e la bordura di rosso, caricata da api (o anguille ?) d'oro (citato in NBSC - probabile errore derivante dallo stemma spagnolo originale della famiglia Olloqui in cui le bande sono dei pali, mentre la bordura è carica di otto apas, cioè crocette in decusse) Elmo di nobiel antico Motto: Potius mori quam foedari (Cenno storico in Famiglie nobili di Sicilia (archiviato dall'url originale il 5 marzo 2016).) |
|                                                                                              | Olmi (Firenze) D'azzurro, all'albero (olmo) sradicato al naturale (citato in ASFI) |
|                                                                                              | Olmi (Bobbio, Torino, Milano, Bruxelles) Titolo: nobili Inquartato, al 1° e 4° d'azzurro, all'olmo al naturale, terrazzato di verde, con il capo d'oro, carico di un'aquila coronata, di nero, al 2° e 3° d'oro, al leone tenente fra la branche anteriori un olmo divelto, il tutto al naturale (citato in SUBL) |
|                                                                                              | Olmi (Fossano ?) D'argento, all'olmo di verde, sostenuto da una campagna d'azzurro, a tre bande d'argento (citato in SUBL) |
|                                                                                              | Olmo o Olmi (Sessame, Acqui) Titolo: conti di Prunetto e Scaletta Altessino Troncato, al 1° d'oro, all'aquila coronata, di nero, al 2° d'argento, all'olmo di verde, con la fascia di rosso, rombeggiata d'argento, sulla partizione (citato in SUBL) |
|                                                                                              | Oltrona Visconti (Milano) leone rampante di oro su azzurro (citato in LEOM) |
|                                                                                              | Oltrona Visconti(Milano) leone rampante di oro su scudetto di azzurro su - aquila coronata di nero su oro - biscione visconteo di azzurro coronato di oro su argento (citato in LEOM) |
|                                                                                              | Olzignani (Padova) Leone leopardito (citato in DAlena) |

### Om
| Stemma | Casato e blasonatura |
| ------ | --- |
|        | Omacciotti (Firenze) Bandato di nero e d'argento, a tre crescenti volti nel senso della pezza, ordinati in banda e attraversanti dell'uno all'altro sul 3º e 4º pezzo; con il capo di nero, sostenuto dalla fascia alzata di rosso, caricato di un cane corrente d'argento (citato in ASFI) |
|        | Omati e Omati Legnani (Piacenza) Titolo: conti di Monticello; signori di Pagliate D'argento, all'albero sradicato, di verde, attraversato sul tronco da un castello di due torri, di rosso, aperto e finestrato del campo (citato in SUBL) alias Troncato, al 1° d'argento, all'aquila coronata, di nero, al 2° d'oro, all'albero sradicato, di verde, attraversato sul tronco da una torre al naturale, merlata di cinque pezzi, alla ghibellina, aperta del campo (citato in SUBL) aquila coronata di nero su argento - torre al naturale merlata di 5 pezzi alla ghibellina su albero sradicato di verde visibile dalla porta aperta di oro su oro (citato in LEOM) alias D'argento, all'albero sradicato, di verde, attraversato sul tronco da una torre al naturale, merlata di due pezzi, alla ghibellina, aperta del campo, con il capo d'oro, carico di un'aquila coronata, di nero (citato in SUBL) albero sradicato di verde attraversato sul tronco da - una torre aperta del campo al naturale merlata di 2 pezzi alla ghibellina tutto su argento - capo d'Impero (citato in LEOM) alias Troncato, al 1° di rosso, al leone illeopardito d'oro, linguato del campo, al 2° d'argento, al rametto di corallo, al naturale, con il capo d'oro, carico di un'aquila di nero, linguata di rosso (citato in SUBL) alias Troncato, al 1° di rosso, al leone illeopardito, al naturale, al 2° d'argento, al rametto di corallo, al naturale, con il capo d'oro, carico di un'aquila con il volo abbassato, di nero (citato in SUBL) alias Interzato in fascia, al 1° d'oro, all'aquila di nero, coronata del campo, al 2° d'azzurro, al leone passante, d'oro, al 3° d'argento, al tronco d'albero sradicato, al naturale (citato in SUBL) |
|        | Ombrosi (Pisa, Firenze) Trinciato di rosso e di verde, al cavallo inalberato attraversante di nero, e alla banda d'oro passata sulla partizione e attraversante sul tutto (citato in ASFI) (DE) In rot-grün schräggeteiltem Feld 1 schwarzes Pferd, das Ganze überdeckt von 1 goldenen Schrägbalken (citato in KHIF) alias Troncato di rosso e d'azzurro, al cavallo inalberato attraversante di nero, e alla fascia diminuita di verde passata sulla partizione e attraversante sul tutto (citato in ASFI) |
|        | Omicini (Cesena) (la blasonatura non è stata ancora caricata) (citato in BLCW) Immagine in Blasone Cesenate. |
|        | Omodei (Valtellina) Leone leopardito (citato in DAlena) |
|        | Omodei o Homodei (Milano) Titolo: marchesi (signori?) di Ghemme, Piovera; signori di Cavagliano Di rosso, al leone coronato, d'oro, carico di tre fasce, d'azzurro (citato in SUBL) |
|        | Omodei (Cilavegna, Novara) Titolo: nobili Di rosso, al leone d'oro, tenente fra le branche una testa di moro, di nero, bendata d'argento, con il capo d'oro, carico di un'aquila coronata, di nero (citato in SUBL e Franchi-Verney, p. 132) leone rampante di oro con testa di moro di nero attorcigliata di argento tra le anteriori su rosso - aquila coronata di nero su oro in capo (citato in LEOM) |
|        | Omodei (Trapani, Avola, Augusta) Titolo: nobile; barone di Reda troncato d'argento e rosso al leone all'opposto (citato in PRTS) troncato: d'argento e di rosso, al leone dell'uno nell'altro (citato in Mango e in NBSC) leone rampante troncato di rosso e di argento su troncato di argento e di rosso (citato in LEOM) alias partito d'argento e nero, al volo abbassato all'opposto (citato in PRTS) partito d'argento e di nero, al volo abbassato dell'uno nell'altro (citato in Mango e in NBSC) 2 ali (volo) partite di nero e di argento su partito di argento e di nero (citato in LEOM) (Cenno storico in Famiglie nobili di Sicilia (archiviato dall'url originale il 5 marzo 2016).) |
|        | Omodei (Cesena) (la blasonatura non è stata ancora caricata) (citato in BLCW) Immagine in Blasone Cesenate. |

### On
| Stemma | Casato e blasonatura |
| ------ | --- |
|        | Ondacci (Pisa) D'oro, al semivolo abbassato di nero, e al capo di rosso (citato in ASFI) |
|        | Ondedei di verde, al bue d'oro passante (citato in MONT – pag. 112) |
|        | Ondes o D'Ondes (Sicilia) Titolo: barone di Rosa; conte di Gallitano di oro, con tre bande ondate d'azzurro (citato in NBSC) Lo scudo sormontato da elmo di cavaliere con svolazzi d'oro e d'azzurro (Cenno storico in Famiglie nobili di Sicilia (archiviato dall'url originale il 5 marzo 2016).) |
|        | Onesti Titolo: Duchi di Nemi d'argento, al leone di rosso, con una pina d'oro, tenuta tra le branche anteriori (citato in MONT – pag. 164 e in SPRE - Vol. II pag. 178 (una pigna al naturale)) |
|        | Onesti (Cesena) (la blasonatura non è stata ancora caricata) (citato in BLCW) Immagine in Blasone Cesenate. |
|        | Onesti (Arezzo) D'azzurro, al leone d'oro tenente con la branca anteriore destra una pina dello stesso (citato in ASFI) |
|        | Onesti (Firenze) Di..., al leone di..., sostenuto da un monte di sei cime di... (citato in ASFI) |
|        | Onesti (Pescia) Troncato: nel 1º d'argento, a tre gigli di..., ordinati fra i quattro pendenti di un lambello di...; nel 2º di rosso, al palo d'argento (citato in ASFI) |
|        | Onesti (Toscana) d'azzurro, al leone d'oro, ascendente su un monte di sei cime isolato di nero e tenente una torta d'argento (DE) In Blau 1 goldener Löwe, 1 schwebenden schwarzen Sechsberg besteigend und 1 silberne Scheibe haltend (citato in KHIF) |
|        | Onesti o De Honesti (Vercelli ?) Di rosso, alla colonna d'argento, con il capitello d'oro, sormontata da una tortora (d'argento?), sostenuta a sinistra da un leone, sormontato da una stella, il tutto d'oro (citato in SUBL) |
|        | Onesti (Parma, Genova) avambraccio destro reciso vestito di rosso afferrante con la mano di carnagione una bilancia di oro tra i cui piatti - un libro aperto di argento posto sopra - 2 rami di alloro di verde incrociati tutto su argento - brodura di azzurro pieno (citato in LEOM) |
|        | Onesti Fioravanti (Padova) Leopardo illeonito (citato in DAlena) leopardo illeonito tenente tra le anteriori una pigna tutto di azzurro su argento - 3 fusi (losanghe allungate) di argento accollate in fascia su rosso - mazzo di fiori al naturale legato con un nastro di argento su azzurro (citato in LEOM) |
|        | Oneto (Genova, Palermo) Titolo: principe di S. Bartolomeo, S. Lorenzo; duca di Sperlinga; marchese di S. Nicolò; conte; visconte di Francavilla; barone di Cipolla, S. Bartolomeo, Racalmallina; signore dellal Carruba, Vaccarizzo Soprano, Vaccarizzo Sottano, Vaccaro, S. Venera; nobile troncato d'oro e d'azzurro, all'albero di Ona sradicato fogliato di verde sull'oro e sull'azzurro fustato d'oro, accostato da due leoni controrampanti dello stesso sull'azzurro (citato in PRTS, in Mango e in NBSC) diviso, d'oro e d'azzurro, con un albero d'ona fogliato di verde, sdradicato, sull'oro, e fustato d'oro, due leoni dello stesso, controrampanti, affrontati al tronco sull'azzurro (citato in NBSC) Corona di principe (Cenno storico in Famiglie nobili di Sicilia (archiviato dall'url originale il 5 marzo 2016).) Ulteriore ragguaglio storico in Famiglie nobili di Sicilia (archiviato dall'url originale il 5 marzo 2016). |
|        | Oneto (Genova) D'azzurro al capo d'oro, con una quercia nudrita sulla pianura erbosa, il tutto al naturale; il tronco di essa quercia, attraversante, sostenuto da due leoni d'oro affrontati (citato in Franchi-Verney, p. 132) |
|        | Oneto (Palermo, Marsala, Torino) albero sradicato fogliato di verde sull'oro e fustato di oro sull'azzurro del troncato di oro e di azzurro - 2 leoni controrampanti il fusto di oro su azzurro (citato in LEOM) |
|        | Oniga Farra (Treviso) 2 scaglioni partiti di nero e di verde su partito di verde e di nero - giglio di argento su azzurro (citato in LEOM) |
|        | Onnipotenti (Pistoia) Partito: nel 1º d'azzurro, a cinque penne cadenti d'oro, 2.2.1; nel 2º di rosso, alla banda d'oro (citato in ASFI) alias Partito: nel 1º d'argento, a cinque penne cadenti d'oro, 2.2.1; nel 2º di rosso, alla banda d'oro (citato in ASFI) |
|        | Onofri (Spoleto) 3 stelle (6 raggi) di oro poste 1,2 su rosso - 3 aste uscenti dalla punta in palo al naturale su oro (citato in LEOM) |
|        | Onofri (San Ginesio) monte a 3 cime di oro uscente dalla punta sormontato da - cometa posta in palo affiancata da 2 stelle (8 raggi) tutto di oro su azzurro (citato in LEOM) |
|        | Onofri (Cesena) (la blasonatura non è stata ancora caricata) (citato in BLCW) Immagine in Blasone Cesenate. |
|        | Onofrio (Sicilia) Di rosso, con l'aquila spiegata e coronata d'argento (citato in NBSC) (Cenno storico in Famiglie nobili di Sicilia (archiviato dall'url originale il 5 marzo 2016).) |
|        | Onorati (Firenze) Di..., alla banda di..., bordata di... (citato in ASFI) |
|        | Onorati o Onorati da Calenzano (Toscana) D'azzurro, alla banda di rosso bordata d'oro (DE) In Blau 1 goldbordierter roter Schrägbalken (citato in KHIF) |
|        | Onorati (Jesi) 3 fasce ondate di azzurro su argento - giglio di oro accostato da 2 stelle (6 raggi) dello stesso su azzurro in capo - trangla di oro (citato in LEOM) |
|        | Onorati (Cesena) (la blasonatura non è stata ancora caricata) (citato in BLCW) Immagine in Blasone Cesenate. |
|        | Onori Manuzi (Cagli, Cingoli) rosa di rosso fogliata e stelata di verde su argento cappato in scaglione di azzurro caricato di - 2 lune affrontate di argento - ancora di argento posta in palo a 2 marre accollata da un delfino dello stesso su rosso - capo d'Impero (citato in LEOM) |
|        | Onzo (Genova) Troncato: al primo, d'argento alla foglia di sega di nero in banda: al secondo, di nero al leone d'oro (citato in Franchi-Verney, p. 132) |

### Op
| Stemma | Casato e blasonatura |
| ------ | --- |
|        | Operti (Fossano ?) Titolo: marchesi di Cervasca; signori di Savigliano, Torre di Valmairana; consignori di Cervere, Genola, Roccavione, Salmour Di rosso, al mastio sinistrato da un antimuro, il tutto d'argento Motto: Soli deo (citato in SUBL) |
|        | Opezinghi da Montecchio (Pisa) D'oro, a tre martelli di nero posti in palo, 2.1 (citato in ASFI) |
|        | Opezzi o Opecio o Opessi o Opeci (Vigone, Ivrea, Cavour, Carmagnola) Titolo: consignori di Bagnolo, Bibiana Bandato d'oro e di rosso, al lambello di nero, di cinque pezzi Motto: Tout expoire en Dieu (citato in SUBL)                            |
|        | Opezzi o Opecio o Opeci o Opici o Opessi (Cuneo) Titolo: nobile Fasciato d'oro e d'azzurro (citato in SUBL) Cimiero: il capo d'un leopardo, al naturale, linguato di rosso, rampante Motto: Par tout par tout                                      |
|        | Opezzinga o Opezzinghi o Pizzinga (Messina, Palermo) Titolo: barone d'oro, all'aquila di nero (citato in Mango e in NBSC) Corona di barone (Cenno storico in Famiglie nobili di Sicilia (archiviato dall'url originale il 5 marzo 2016).)          |
|        | Opizzelli (Tortona) Trinciato di nero e di rosso, con il capo d'oro, al leone nascente, di rosso (citato in SUBL) |
|        | Opizzoni (Tortona) Titolo: signori di Casasco, Cassano, Rovereto D'oro, all'aquila di rosso (citato in SUBL) |
|        | Oppizzoni (Cesena) (la blasonatura non è stata ancora caricata) (citato in BLCW) Immagine in Blasone Cesenate. |

### Ora
| Stemma | Casato e blasonatura |
| ------ | --- |
|        | Oradei (Cagli) (la blasonatura non è stata ancora caricata) (citato in DAlena) |
|        | Oradini (Cortona) Partito: nel 1º d'azzurro, a cinque anelletti d'argento, 2.2.1; nel 2º di rosso, a quattro fasce d'oro (citato in ASFI)                                                  |
|        | Oradini (Pescia) D'azzurro, al pesce posto in palo d'argento alias D'azzurro, al pesce rivolto natante in sbarra al naturale (citato in ASFI)                                              |
|        | Oradini o Oradini di Pescia (Toscana) di verde, al pesce d'argento posto in sbarra, illuminato di rosso (DE) In Grün 1 schräglinksgelegter silberner Fisch mit rotem Auge (citato in KHIF) |
|        | Orafi (Lucca) Cervo (citato in DAlena) |
|        | Oratii (Bologna) (la blasonatura non è stata ancora caricata) (citato in STBV) (immagine dello Stemmario reale di Baviera.)                                                                |
|        | Oratii Curiazii (Roma) D'oro, alla banda di vaio ondato d'azzurro e d'argento (citato in GHRC, pag. 1)                                                                                     |
|        | Oratij (Roma) Di rosso, alla banda abbassata d'argento (citato in GLMB, n. 527) |
|        | Orazi (Roma) D'argento alla banda di vaio (citato in AMAY, Vol. II, pag. 117) |

### Orc
| Stemma | Casato e blasonatura |
| ------ | --- |
|        | Orcani (Bergamo) (la blasonatura non è stata ancora caricata) (citato in DAlena) |
|        | Orcel (Cigala, Nizzardo) D'argento, all'arancio di verde, fruttato d'oro, terrazzato del secondo, accompagnato da un sole, di rosso, sorgente dall'angolo destro del capo, e da una stella, pure di rosso, nell'angolo sinistro del capo (citato in SUBL)                                                             |
|        | Orciolini (Firenze) D'argento, al grugno di cinghiale di nero, lampassato di rosso e difeso del campo (citato in ASFI) (DE) In Silber 1 rotgezungter schwarzer Eberkopf mit silbernem Hauer (citato in KHIF) alias Di rosso, al grugno di cinghiale di nero, lampassato del campo e difeso d'argento (citato in ASFI) |

### Ord
| Stemma | Casato e blasonatura |
| ------ | --- |
|        | Ordelaffi (Forlì) fasciato di verde e d'oro col capo del medesimo caricato d'un leone nascente di verde (citato in GUCA – pag. 372, in VVCH - pag. 144 e in DAlena)                                                                         |
|        | Ordelaffi (Cesena) (la blasonatura non è stata ancora caricata) (citato in BLCW) Immagine in Blasone Cesenate. |
|        | Ordelaffi o Ordelaffi da Forlì (Toscana) di verde, a due fasce d'oro, al capo d'oro caricato di un leone nascente d'argento (DE) Unter 1 goldenen Schildhaupt, darin 1 wachsender silberner Löwe, in Grün 2 goldene Balken (citato in KHIF) |
|        | Ordelaffi (Forlì) (la blasonatura non è stata ancora caricata) (Immagine nella Raccolta stemmi Trippini (JPG).) |
|        | Ordogno de Rosales Cigalini (Bernate Rosales, Milano, Svizzera) 3 pali di nero su oro - bordura di rosso caricata di 8 rose di argento (citato in LEOM)                                                                                     |

### Ore
| Stemma | Casato e blasonatura |
| ------ | --- |
|        | Orefice (Molise) D'oro al leone di rosso tenente colle branche anteriori un ramo d'alloro al naturale (citato in DAlena) |
|        | Orefici (Cesena) (la blasonatura non è stata ancora caricata) (citato in BLCW) Immagine in Blasone Cesenate. |
|        | Oregia o Oreggia o Auregia (Tavigliano d'Andorno, Montanaro) Di verde, mareggiato d'argento, al delfino natante, del secondo, con il capo d'azzurro, carico di tre stelle d'oro in fascia, sormontate da un crescente montante, d'argento (arma antica) alias Troncato, al 1° d'azzurro, a tre stelle d'oro, male ordinate, quella di mezzo sormontata da un crescente, d'argento, al 2° d'argento, mareggiato d'azzurro, al delfino passante, al naturale, con la fascia di rosso, sulla partizione Motto: Auget dum plena nitorem (citato in SUBL) |
|        | Oreglia o Oreccia (Benevagienna, Torino) Titolo: marchese di Novello; conte di Castino, Farigliano; barone di Isola D'azzurro, al leone, accompagnato da tre stelle, il tutto d'oro (citato in SUBL) d'azzurro, al leone d'oro, accompagnato da tre stelle dello stesso, due negli angoli del capo ed una in punta (citato in ARCN) Cimiero: il leone del campo Motto: Quod sis esse velis |
|        | Oreglia (Benevagienna, Torino) Titolo: conti di Santo Stefano D'azzurro, al leone, accompagnato da tre stelle, il tutto d'oro (citato in SUBL) leone rampante accompagnato da - 3 stelle (5 raggi) poste 2,1 tutto di oro su azzurro (citato in LEOM) Motto: Furit non urit |
|        | Orelli (Bologna) Cervo (citato in DAlena) |
|        | Orelli Rosi (Firenze) Inquartato d'oro e di rosso, a quattro rose dell'uno nell'altro, il tutto abbassato sotto il capo partito dei due smalti invertiti e caricato di un'aquila bicipite dell'uno all'altro alias Troncato: nel 1º partito di rosso e d'oro, all'aquila bicipite dell'uno all'altro; nel 2º inquartato dei due smalti invertiti, a quattro rose dell'uno all'altro alias Di..., alla croce di..., accantonata da quattro rose di...; e al capo di... caricato di un'aquila bicipite di... (citato in ASFI)                          |
|        | Orello de Abiascha Mediolani (la blasonatura non è stata ancora caricata) (citato in DAlena) |
|        | Orengiani (Ivrea) Titolo: consignori di Barbania, Romano Partito d'oro e d'azzurro, all'arancio di verde, fruttato d'oro, di cinque pezzi alias Partito d'oro e di nero, alla pianta d'arancio forte, al naturale, fruttato d'oro Motto: Tien al (el) mezzo (citato in SUBL) |
|        | Orengo (Pigna, Nizza) Titolo: baroni Troncato, al 1° d'azzurro, al giglio d'oro, al 2° palato d'azzurro e d'oro, con la fascia d'oro sulla partizione Motto: In Domino confido (citato in SUBL) |
|        | Orengo (Nizza, Ventimiglia, Torino) Titolo: marchesi; conti di Roccasterone; baroni Troncato, al 1° d'azzurro, al giglio d'oro, al 2° d'azzurro, a due pali d'oro, con la fascia d'oro sulla partizione Motto: In Domino confido (citato in SUBL) |
|        | Orengo (Ventimiglia, Genova, Roma) fascia di oro su azzurro - giglio di oro in alto su azzurro - 2 pali di oro in basso su azzurro (citato in LEOM) |
|        | Orera o Orero (Ovada) Inquartato: nel 1° e nel 4° d'azzurro pieno; nel 2° e nel 3° d'argento, ad una rosa di rosso (citato in STOV) |

### Orf
| Stemma | Casato e blasonatura |
| ------ | --- |
|        | Orfei (Orvieto) lira di argento su monte a 3 cime dello stesso uscente dalla punta su azzurro - stella (6 raggi) di argento su azzurro in alto - cane rampante di rosso su argento (citato in LEOM)                                      |
|        | Orfei (Cremona) di verde, ad un cane d'argento, collarinato di rosso (citato in BLCR) Immagine in |
|        | Orfei (Cesena) (la blasonatura non è stata ancora caricata) (citato in BLCW) Immagine in Blasone Cesenate. |
|        | Orfeo (Randazzo) d'oro, alla rapa di rosso fustata e fogliata di verde (citato in Mango) d'oro, con la rapa di verde (?) (citato in NBSC) (Cenno storico in Famiglie nobili di Sicilia (archiviato dall'url originale il 5 marzo 2016).) |
|        | Orfini (Foligno) aquila ali abbassate (volo) di oro su monte a 3 cime di verde uscente dalla punta su azzurro (citato in LEOM) |

### Org
| Stemma | Casato e blasonatura |
| ------ | --- |
|        | Organi grembiato di rosso e d'oro, in decusse (citato in MONT – pag. 136) |
|        | Organi (Prato, Firenze) D'azzurro, al monte di sei cime d'oro movente dalla punta, attraversato dalla banda abbassata di rosso caricata di tre rose d'oro, e cimato da tre canne d'organo appuntate d'argento; il tutto abbassato sotto il capo cucito d'Angiò (citato in ASFI) |
|        | Orgemont (Messina) d'azzurro, a tre spighe d'orzo d'oro (citato in Mango e in NBSC) (Cenno storico in Famiglie nobili di Sicilia (archiviato dall'url originale il 5 marzo 2016).)                                                                                              |
|        | Orgian (Vicenza) leone rampante nascente da filetto di rosso coronato di oro su argento - filetto di rosso - cancellato di rosso su argento (citato in LEOM) |
|        | Orgnani (Udine) 3 gigli posti in sbarra di oro su banda di azzurro su argento - 2 rose di rosso poste in sbarra su argento (citato in LEOM) |

### Ori
| Stemma | Casato e blasonatura |
| ------ | --- |
|        | Origlia (Molise) Una larga banda di quadretti di rosso e d'argento in campo d'oro, e dall'una e l'altra parte della banda in ciascuna una conchiglia di rosso (citato in DAlena) |
|        | Origlia (Napoletano) (la blasonatura non è stata ancora caricata) (citato in NBNA) |
|        | Origo (Trevi) (la blasonatura non è stata ancora caricata) Notizie storiche nel sito della Associazione Pro Trevi. |
|        | Origo (Trevi) spada in palo punta in alto di argento impugnata di oro su 3 scaglioni di oro su azzurro - luna montante di argento a sinistra - stella (8 raggi) di argento in alto a destra su azzurro (citato in LEOM) |
|        | Origo (Roma) (la blasonatura non è stata ancora caricata) (Immagine nell' Archivio Storico Capitolino (PDF) (archiviato dall'url originale il 4 marzo 2016).) |
|        | Origo (arma antica) (Milano) interzato in fascia - nel 1° di azzurro alla stella (8 raggi) di oro - nel 2° lettere maiuscole OR attaccate tra loro di rosso su argento - nel 3° palato di rosso e di oro (citato in LEOM) |
|        | Orilia (Napoli, Cava dei Tirreni, Lucera) Titolo: nobili d'azzurro alla fascia di rosso, accompagnata da due stelle d'oro, in punta un monte di verde (citato in PRTS) fascia di rosso su azzurro - 2 stelle (8 raggi) di oro poste in fascia in alto su azzurro - monte a 3 cime di verde uscente dalla punta su azzurro (citato in LEOM) |
|        | Orineta o Aurineta (Napoli) Titolo: nobili d'azzurro alla sirena al naturale coronata d'oro, uscente dal mare, sormontata da una banda arcuata di rosso orlata d'oro, una stella d'oro nel cantone sinistro (citato in PRTS) banda convessa di rosso bordata di oro su azzurro - stella (5 raggi) di oro in alto a destra - sirena al naturale a 2 code coronata di oro uscente da mare al naturale su azzurro (citato in LEOM) |
|        | Orio (Venezia) fasciato di oro e di azzurro (citato in LEOM) |
|        | Orio (Venezia) fasciato di oro e di nero (citato in LEOM) |
|        | Orioles (Sicilia) Famiglia italiana di origine spagnola Titolo: principe di Castelforte, Roccapalumba; conte di Bastiglia; barone baronie di Cabica, di Campobianco, di Comiso o Fontanafredda, di Baglia, Xiari e Collabascia, di Comitini e Pietra di Caltasudeni, di Luchito, di Raccuia, di S. Pietro sopra Patti, ecc. di rosso, al leone d'oro coronato dello stesso, rampante contro un monte di tre cime pure d'oro, movente dall'angolo destro della punta (citato in Mango) di rosso, con un leone coronato d'oro, rampante ad un monte di tré cime del medesimo, posto nel canton destro della punta dello scudo (citato in NBSC) Corona di principe (Cenno storico in Famiglie nobili di Sicilia (archiviato dall'url originale il 4 marzo 2016).) |
|        | Orioli (Pistoia) D'argento, alla stella a otto punte di rosso, accompagnata da due crescenti volti in banda d'oro, l'uno nel cantone destro del capo e l'altro nel cantone sinistro della punta, e da due campane poste in sbarra di nero, l'una nel cantone sinistro del capo e l'altra nel cantone destro della punta (citato in ASFI) |

### Orl
| Stemma | Casato e blasonatura |
| ------ | --- |
|        | Orlandi (Livorno) di rosso, all'incudine di ferro e al martello posto in banda dello stesso, battente una verga d'oro, accompagnato in capo da 3 api d'oro ordinate in fascia, e in punta da una stella d'argento (citato in GUCA – pag. 460) |
|        | Orlandi o Orlandi delle Ruote (Firenze) Trinciato d'oro e di verde, alla banda di rosso passata sulla partizione (citato in ASFI) (DE) Durch 1 erniedrigten roten Schrägbalken gold-grün erniedrigt schräggeteilt (citato in KHIF) |
|        | Orlandi (Toscana) trincato d'azzurro e d'argento, alla banda di rosso attraversante sulla partizione (DE) Durch 1 roten Schrägbalken blau-silber schräggeteilt (citato in KHIF) |
|        | Orlandi (Firenze) D'argento, a quattro catene di nero poste in palo e ordinate l'una accanto all'altra (citato in ASFI) (DE) In Silber 4 senkrecht gelegte schwarze Ketten (citato in KHIF) |
|        | Orlandi (Pescia, Firenze) D'oro, al leone d'azzurro, e alla banda diminuita attraversante di rosso alias D'oro, al leone d'azzurro, e alla banda diminuita attraversante di rosso, con il capo d'Angiò (citato in ASFI) |
|        | Orlandi (Pisa) Scaccato d'oro e d'azzurro (citato in ASFI) |
|        | Orlandi (Toscana) d'oro, alla torre merlata al naturale (DE) In Gold 1 gezinnter naturfarbener Turm (citato in KHIF) |
|        | Orlandi (Toscana) di ..., alla ruota di otto raggi di ... (DE) 1 achtspeichiges Rad (citato in KHIF) |
|        | Orlandi (Toscana) d'oro, alla banda di rosso (DE) In Gold 1 roter Schrägbalken (citato in KHIF) |
|        | Orlandi (Corinaldo) monte a 3 cime di oro su azzurro - cometa di oro in palo in alto su azzurro - 2 lune affrontate di argento in alto su azzurro (citato in LEOM) |
|        | Orlandi Cardini (Firenze) 2 piante di cardo di oro incrociate su azzurro - banda di rosso su - leone rampante di azzurro sormontato da - lambello a 4 gocce di rosso tutto su oro (citato in LEOM) |
|        | Orlandi Cordini (Toscana) inquartato: nel 1º e 4º d'oro, al leone d'azzurro, alla banda abbassata di rosso accompagnata in capo da un lambello a quattro pendenti dello stesso; nel 2º e 3º d'azzurro, a due cardi d'oro posti in decusse; al capo d'argento, caricato di una croce di Malta di rosso bordata d'oro (Capo di Santo Stefano) (DE) Unter 1 silbernen Schildhaupt, darin 1 goldbordiertes rotes Johanniterkreuz (Capo di Santo Stefano), quadriert: In Feld 1 und 4 in Gold 1 blauer Löwe, überdeckt von 1 erniedrigten roten Schrägbalken und oben begleitet von 1 vierlätzigen roten Turnierkragen, in Feld 2 und 3 in Blau 2 gekreuzte goldene Disteln (citato in KHIF) |
|        | Orlandi da Carlona (Firenze) Di rosso, alla ruota d'oro alias D'argento, alla ruota di nero (citato in ASFI) |
|        | Orlandi del Beccuto (Firenze) 3 caproni rampanti di argento posti 2,1 i superiori affrontati sormontati da - un lambello a 3 gocce di rosso tutto su azzurro - banda di argento su rosso (citato in LEOM) |
|        | Orlandi del Pace (Siena) D'argento, alla fascia di rosso accompagnata da tre losanghe dello stesso, 2.1 (citato in ASFI) |
|        | Orlandi delle Stelle (Firenze) Trinciato d'oro e d'azzurro, alla banda diminuita di rosso passata sulla partizione (citato in ASFI) |
|        | Orlandi di Matteo (Firenze) D'argento, alla croce mulinata di rosso (citato in ASFI) |
|        | Orlandini (Toscana) trinciato ondato d'argento e di nero (DE) Silber-schwarz schräggeteilt im Wellenschnitt (citato in KHIF) |
|        | Orlandini trinciato ondato d'oro e di nero (citato in GLLI – pag. 43) |
|        | Orlandini (Firenze) Trinciato ondato d'oro e di nero (citato in ASFI) alias Trinciato ondato d'oro e di nero, alla bordura spinata di rosso (citato in ASFI) alias Trinciato ondato d'oro e di nero, alla bordura spinata di rosso, e al lambello a tre pendenti di rosso nel primo (citato in ASFI) alias Trinciato ondato d'oro e di nero, alla bordura spinata di rosso, e al lambello a quattro pendenti di rosso nel primo (citato in ASFI) alias Trinciato ondato d'oro e di nero, alla bordura spinata di rosso, e al lambello a cinque pendenti di rosso nel primo (citato in ASFI) |
|        | Orlandini (Toscana) trinciato ondato d'oro e di nero, al lambello a tre pendenti di rosso posto in capo (DE) Gold-schwarz erniedrigt schräggeteilt im Wellenschnitt, oben 1 dreilätziger roter Turnierkragen (citato in KHIF) |
|        | Orlandini (Toscana) trinciato d'oro e di verde, alla fascia di rosso attraversante (DE) Gold-grün schräggeteilt und überdeckt von 1 roten Balken (citato in KHIF) |
|        | Orlandini (Arezzo) D'oro, all'aquila dal volo spiegato di nero, nascente dalla chioma di un albero nodrito sul terreno e attraversato al tronco da un cinghiale passante, il tutto al naturale (citato in ASFI) |
|        | Orlandini (Firenze) D'azzurro, a tre montoni salienti d'argento, 2.1, i due affrontati e talvolta sormontati da un lambello a tre pendenti di rosso (citato in ASFI) (Immagine nella Raccolta stemmi Trippini (JPG).) (DE) In Blau 3 silberne 2:1 gestellte Ziegenböcke, die oberen einwärtsgekehrt, das Ganze oben begleitet von 1 dreilätzigen roten Turnierkragen (citato in KHIF) |
|        | Orlandini (Firenze) Losangato d'azzurro e d'oro, al capo del secondo (citato in ASFI) alias Losangato d'argento e di rosso, al capo d'oro (citato in ASFI) |
|        | Orlandini (Toscana) troncato d'oro pieno e losangato d'azzurro e d'oro (DE) Geteilt: Oben ledig gold, unten blau-gold gerautet (citato in KHIF) |
|        | Orlandini (Pisa) D'azzurro, alla fascia diminuita cucita di rosso, e alla colonna attraversante d'argento, accompagnata in capo da due stelle a sei punte d'oro (citato in ASFI) |
|        | Orlandini (Pistoia) Trinciato di rosso e d'argento, alla banda d'azzurro passata sulla partizione e caricata di tre gigli d'oro, posti nel senso della pezza (citato in ASFI) |
|        | Orlandini (San Miniato, Firenze) D'azzurro, al leone d'argento e al capo di rosso caricato di tre gigli d'oro ordinati fra i quattro pendenti di un lambello dello stesso (citato in ASFI) leone rampante di argento su azzurro - lambello (4gocce) di oro 3 gigli dello stesso su rosso in capo (citato in LEOM) |
|        | Orlandini (Siena) D'azzurro, a due bande ondate d'argento (citato in ASFI) alias D'azzurro, alla gemella ondata in banda d'argento (citato in ASFI) |
|        | Orlandini (Pisa) scaccato di argento e di azzurro (citato in LEOM) |
|        | Orlandini (Sinalunga) gemella controinnestata di argento in banda su azzurro (citato in LEOM) |
|        | Orlandini (Città di Castello) stella (6 raggi) di oro su verde - palato di azzurro e di oro (citato in LEOM) |
|        | Orlandini da Galleno (Pisa) Inquartato: nel 1?? e 4?? d'azzurro, a tre montoni salienti d'argento, 2.1, i due affrontati, accompagnati in capo da un lambello a tre pendenti di rosso; nel 2?? e 3?? d'oro, al castello di rosso, turrito di tre pezzi, quello centrale cimato da un gallo ardito di nero, crestato di rosso (citato in ASFI) |
|        | Orlandini da Marcialla (Firenze) D'argento, alla clava di rosso posta in palo, in mezzo a due crescenti montanti d'azzurro (citato in ASFI) alias Partito di... e di..., a due clave poste in palo dell'uno nell'altro (citato in ASFI) alias partito d'azzurro e d'oro, a due clave poste in palo dell'uno nell'altro (DE) In blau-gold gespaltenem Feld 2 senkrecht gelegte Keulen in verwechselten Tinkturen (citato in KHIF) |
|        | Orlandini o Oriundi di Marcialla (Toscana) d'argento, alla clava di rosso posta in palo, accompagnata da due crescenti montanti di nero (?) (DE) In Silber 1 senkrecht gelegte rote Keule, beidseitig begleitet von je 1 liegenden schwarzen? Halbmond (citato in KHIF) |
|        | Orlandini del Drago (Firenze) D'azzurro, a due montoni controsalienti al naturale, accompagnati in capo da un lambello a tre pendenti di rosso (citato in ASFI) |
|        | Orlandini della Triana (Siena) D'azzurro, a sei losanghe d'argento, 3.2.1 (citato in ASFI) alias Partito: nel 1º d'azzurro, a due losanghe intere e due mezze d'argento; nel 2º bandato di sei pezzi dei due smalti (citato in ASFI) |
|        | Orlandini delle Ruote (Firenze) Troncato d'oro e d'azzurro, a due clave poste in fascia dell'uno nell'altro (citato in ASFI) |
|        | Orlando (Catanzaro) D'oro al leone di rosso fissante una stella a 6 punte d'azzurro posta nel cantone destro del capo (citato in DAlena e in BLCL) |
|        | Orlando (Livorno) Di rosso all'incudine di ferro e al martello posto in banda dello stesso, battente una verga d'oro accompagnati in capo da 3 api d'oro ordinate in fascia e in punta da una stella d'argento (citato in DAlena) |
|        | Orlando (Cosenza, Tropea) D'oro al leone di rosso fissante una stella a 6 punte posta nel cantone destro del capo (citato in DAlena e in BLCL) |
|        | Orlando (Tropea) Di oro caricato di un cipresso al naturale e al leone rampante al naturale con in alto una stella a cinque punte di argento (citato in BLCL) Immagine e notizie storiche in Tropea Magazine. |
|        | Orlando(Tropea) (LA) (la blasonatura non è stata ancora caricata) (citato in BLCL) Notizie storiche in Tropea Magazine. |
|        | Orlando (Napoli, Bari) Titolo: marchese, patrizio di Bari partito: 1° d'oro al leone al naturale rampante all'albero di pino di verde sulla campagna del medesimo, sormontato da una stella d'argento (Orlando), 2° d'azzurro alla testa di cane al naturale fissante un sole al cantone destro (Simonetti) (citato in PRTS) albero di pino nodrito su terrazzo di verde accompagnato a destra da - un leone rampante al naturale e sormontato da - stella (5 raggi) di argento tutto su oro - testa di cane al naturale recisa mirante - un sole raggiante di oro posto nel canton sinistro del capo tutto su azzurro (citato in LEOM) |
|        | Orlando (Palermo, Carini, Salemi, Livorno, Caltagirone, Alcamo) Titolo: conti d'azzurro alla losanga fiorita d'oro (citato in PRTS, in Mango e in NBSC) losanga di oro terminante nei 4 angoli con 4 foglie dello stesso su azzurro (citato in LEOM) alias di rosso all'incudine col martello in fascia al naturale battente un pezzo di ferro d'oro scintillante, l'incudine accompagnata da tre cappi d'oro, in punta di una stella d'argento (citato in PRTS) incudine retta da una base uscente dalla punta al naturale - martello di nero fustato al naturale battente su una lamina di oro posta sull'incudine su rosso - 3 rotoli di corda avvolta in cerchio di oro posti in fascia in alto su rosso - stella (5 raggi) di argento posta in basso a destra su rosso (citato in LEOM) alias di rosso, all'incudine col martello posto in banda al naturale, battente un pezzo di ferro d'oro scintillante dello stesso, l'incudine accompagnata in capo da tre api d'oro ordinati in fascia ed in punta da una stella d'argento (citato in NBSC) pezzo di metallo scintillante di oro su incudine al naturale martello in banda al naturale su rosso - 3 api di oro poste in fascia in alto su rosso - stella (5 raggi) di argento in basso su rosso (citato in LEOM) Motto: Oprando benefica (Cenno storico in Famiglie nobili di Sicilia (archiviato dall'url originale il 5 marzo 2016).) Ulteriore ragguaglio storico in Famiglie nobili di Sicilia (archiviato dall'url originale il 5 marzo 2016). |
|        | Orlando di Rinaldo (Siena) Di..., a sei stelle a sei punte di..., 3.2.1 (citato in ASFI) |
|        | Orlanducci (Toscana) troncato d'oro e d'azzurro, a due clave poste in decusse, dell'uno all'altro, attraversanti sulla partizione (DE) In gold-blau geteiltem Feld 2 gekreuzte Keulen in verwechselten Tinkturen (citato in KHIF) |

### Orm
| Stemma | Casato e blasonatura |
| ------ | --- |
|        | Ormaneti (Verona) (la blasonatura non è stata ancora caricata) (citato in DAlena) |
|        | Ormanetti (Prato) Di..., all'uccello di..., posato sulla campagna di... (citato in ASFI) |
|        | Ormani (Roma) Biscia (citato in DAlena) |
|        | Ormanni (Firenze) Troncato di... e di..., al palo dell'uno all'altro, e alla fascia di... passata sulla troncatura e attraversante sul tutto (citato in ASFI) |
|        | Ormanni (Volterra) D'azzurro, alla fascia di rosso caricata di tre stelle a otto punte d'oro, e accompagnata da due crescenti d'argento, l'uno rivolto in capo, l'altro volto in punta (citato in ASFI) 3 stelle (8 raggi) di oro su fascia di rosso su azzurro - 2 lune in palo di argento quella in alto rivolta su azzurro (citato in LEOM)                                                          |
|        | Ormanni (Toscana) di rosso, al capo d'argento caricato di 3 uccelli passanti di nero (DE) Unter 1 silbernen Schildhaupt, darin 3 schreitende schwarze Vögel, ledig rot (citato in KHIF) |
|        | Ormano (Torino) D'azzurro, a due braccia vestite d'oro, muoventi dai due lati dello scudo, tenenti con le mani di carnagione un anello d'oro (citato in SUBL) |
|        | Ormea (Chieri) Titolo: conti di Montpascal D'argento, all'olmo nutrito nella pianura erbosa, al naturale; con il capo d'azzurro, carico di tre stelle, d'oro, ordinate in fascia (citato in SUBL) |
|        | Ormezzano (Mosso) D'oro, a tre bande di rosso (arma antica) (citato in SUBL) alias Inquartato, al 1° e 4° bandato d'oro e di rosso, al 2° e 3° d'azzurro, sparso di crocette, ricrociate, con la punta aguzza, a due barbii, addossati, il tutto d'oro (citato in SUBL) alias D'oro, all'olmo nutrito nella campagna erbosa, al naturale, sostenente due colombe affrontate, d'argento (citato in SUBL) |

### Oro
| Stemma | Casato e blasonatura                                                      |
| ------ | ------------------------------------------------------------------------- |
|        | Orombelli (Milano) aquila di nero coronata di oro su oro (citato in LEOM) |

### Orr
| Stemma | Casato e blasonatura |
| ------ | --- |
|        | Orrigoni o Origoni (Verona, Milano) albero di quercia sradicato di oro fruttato dello stesso su rosso (citato in LEOM) |
|        | Orrigoni o Origoni (Verona, Milano) albero di quercia sradicato fruttato tutto al naturale su rosso (citato in LEOM) |
|        | Orrù (Cagliari, Sassari, Olbia, Roma, Gergei, Senorbi, San Gavino, Ales, Sardara) D'argento alla fascia d'azzurro sormontata da 3 stelle dello stesso ed accompagnata in punta da una salamandra entro un rogo sulla pianura erbosa, il tutto al naturale (citato in DAlena) fascia di azzurro su argento - 3 stelle (5 raggi) di azzurro poste in fascia in alto su argento - salamandra al naturale dentro il suo rogo di rosso su terrazzo di verde uscente dalla punta su argento (citato in LEOM) |
|        | Orrù (Cagliari, Sassari, Olbia, Roma, Gergei, Senorbi, San Gavino, Ales, Sardara) Di rosso alla quercia nodrita sulla pianura erbosa col tronco attorcigliato da un serpente il tutto al naturale (citato in DAlena) albero di quercia nodrita su terrazzo erboso accollata nel tronco da un serpente tutto al naturale su rosso (citato in LEOM) |
|        | Orrù Serpi (Sardegna) (la blasonatura non è ancora caricata) |

### Ors
| Stemma | Casato e blasonatura |
| ------ | --- |
|        | Orsacchi (Empoli) Di..., all'orso levato di..., tenente con le branche anteriori un ramo di... (citato in ASFI) |
|        | Orselli (Cortona) D'oro, alla banda diminuita d'azzurro, sostenente un'aquila dal volo spiegato di nero, coronata dello stesso, e accompagnata in punta da un orso passante al naturale (citato in ASFI) |
|        | Orselli (Pontremoli) Troncato: nel 1º d'azzurro, alla stella a otto punte d'oro; nel 2º bandato di sei pezzi di nero e d'argento (citato in ASFI) |
|        | Orselli (Valle Po, Saluzzo) Titolo: signori di Brossasco, Gambasca e Rifreddo, Melle D'oro, all'orso al naturale, ritto (citato in SUBL) (Immagine nella Raccolta stemmi Trippini (JPG).) |
|        | Orselli (Fivizzano) stella (8 raggi) di oro su azzurro - bandato di nero e di argento (citato in LEOM) |
|        | Orselli (Cesena) (la blasonatura non è stata ancora caricata) (citato in BLCW) Immagine in Blasone Cesenate. |
|        | Orseolo (Venezia) d'azzurro, a due orsi d'oro ritti affrontati (Immagine nella Raccolta stemmi Trippini (JPG).) |
|        | Orsetti (Lucca) Troncato: nel 1º d'azzurro, all'aquila dal volo spiegato di nero, coronata d'oro; nel 2º di rosso, a tre steli di frumento d'oro appuntati in ventaglio, e sormontati da due stelle a otto punte dello stesso (citato in ASFI) |
|        | Orsetti (Lucca) 3 spighe di grano di oro uscenti dalla punta a ventaglio sormontate da - 2 stelle (8 raggi) dello stesso poste in fascia su rosso - aquila di nero coronata di oro su azzurro in capo (citato in LEOM) |
|        | Orsi (Forlì, Osimo, Roma) Titolo: Patrizi di Forlì d'azzurro, a tre pali scorciati, sormontati ognuno da una stella (6) il tutto d'oro. (citato in GUCA – pag. 404 e in DAlena) 3 pali di oro scorciati accompagnati da - 3 stelle (6 raggi) dello stesso poste in fascia in alto tutto su azzurro (citato in LEOM) alias (arma antica): d'azzuro a 3 bande d'oro, al capo d'azzurro a 3 stelle d'oro (citato in DAlena) |
|        | Orsi d'azzurro, all'orso levato d'oro, con la bordura di rosso, bisantata d'oro di otto pezzi (citato in MONT – pag. 140) |
|        | Orsi (Bologna) d'azzurro, all'orso levato d'oro, con la bordura di rosso, bisantata del secondo (citato in DOLF – pag. 558) |
|        | Orsi (Bologna) Titolo: marchesi di Conzano; conti di Castelvero D'azzurro, all'orso d'oro, ritto, con la bordatura di rosso, cucita, carica di dodici bisanti, d'oro alias D'azzurro, all'orso d'oro, ritto, con la bordatura di rosso, cucita, carica di dodici bisanti, d'oro, con il capo d'oro, carico di un'aquila coronata, di nero (citato in SUBL) |
|        | Orsi (Firenze) Scaccato d'oro e di rosso, all'orso levato attraversante di nero, armato e lampassato di rosso (citato in ASFI) alias Scaccato d'oro e di rosso, all'orso levato attraversante al naturale, armato e lampassato di rosso (citato in ASFI) orso rampante al naturale su scaccato di oro e di rosso (citato in LEOM) |
|        | Orsi (Firenze) Trinciato d'azzurro e di rosso, all'albero al naturale sinistrato da un orso levato dello stesso, nel primo; e alla banda diminuita d'oro passata sulla partizione (citato in ASFI) (DE) Blau-rot erniedrigt schräggeteilt und überdeckt von 1 erniedrigten goldenen Schrägbalken, dieser besetzt mit 1 naturfarbenen Baum mit goldenen Früchten und 1 naturfarbenen Bären (citato in KHIF) alias Trinciato d'azzurro e di rosso, all'albero al naturale sinistrato da un orso levato dello stesso, nel primo; e alla banda diminuita d'oro passata sulla partizione, con il capo d'argento caricato di un cappello cardinalizio di rosso (citato in ASFI) (DE) Unter 1 silbernen Schildhaupt, darin 1 bequasteter roter Kardinalshut, blau-rot erniedrigt schräggeteilt und überdeckt von 1 erniedrigten goldenen Schrägbalken, dieser besetzt mit 1 naturfarbenen Baum mit goldenen Früchten und 1 naturfarbenen Bären (citato in KHIF)                                        |
|        | Orsi (Firenze) banda di oro su trinciato di azzurro e di rosso - albero di pino al naturale fruttato di oro e orso rampante al naturale su azzurro (citato in LEOM) |
|        | Orsi (Firenze) D'azzurro, all'albero sradicato al naturale sinistrato da un orso levato dello stesso alias D'azzurro, all'albero sradicato al naturale sinistrato da un orso levato dello stesso, con il capo d'argento mantellato di nero, all'agnello di Dio al naturale posto sotto una stella a otto punte d'argento alias D'azzurro, all'albero sradicato al naturale sinistrato da un orso levato dello stesso, con il capo d'argento mantellato di nero, al cane retroguardante e tenente una croce astata al naturale posto sotto una stella a otto punte d'argento (citato in ASFI) |
|        | Orsi (Pescia, Pisa) D'oro, all'orso levato al naturale (citato in ASFI) orso rampante al naturale su oro (citato in LEOM) (DE) In Gold 1 naturfarbener Bär (citato in KHIF) alias D'argento, all'orso levato al naturale (citato in ASFI) (DE) In Silber 1 naturfarbener Bär (citato in KHIF) |
|        | Orsi (Rocca de' Baldi, Villanova Mondovì, Torino) Titolo: conti D'argento, all'orso d'oro, ritto, cucito, con la bordatura di rosso, carica di otto bisanti, d'oro (arma antica) (citato in SUBL) alias Troncato, al 1° d'argento, all'orso al naturale, di fronte, nascente dalla troncatura, al 2° bandato di rosso e d'argento (citato in SUBL) alias Troncato, d'argento e bandato di rosso e d'argento (citato in SUBL) troncato di argento pieno e - bandato di rosso e di argento (citato in LEOM) |
|        | Orsi (Cesena) (la blasonatura non è stata ancora caricata) (citato in BLCW) Immagine in Blasone Cesenate. |
|        | Orsi Bertolini (Pescia) orso rampante al naturale su terrazzo di verde su oro - croce di Malta di rosso bordata di oro su azzurro in capo - fascia di rosso bordata di oro su azzurro - 3 lune montanti di argento su azzurro poste in palo una in alto e 2 in basso - 2 stelle (8 raggi) di oro poste in banda su azzurro (citato in LEOM) |
|        | Orsi Bertolini (Pescia) orso rampante al naturale su oro - fascia di rosso su azzurro - 3 lune montanti di oro una in alto e 2 in basso poste tutte e 3 in palo accompagnate da - 2 stelle (8 raggi) dello stesso poste in banda una in alto e una in basso su azzurro (citato in LEOM) |
|        | Orsi Mangelli (Forlì, Milano) 3 bande di oro su azzurro - 3 stelle (6 raggi) di oro su azzurro in capo poste 1,2 - albero di pino sradicato al naturale attraversato da - bue passante di oro testa in maestà su azzurro (citato in LEOM) |
|        | Orsi Mangelli (Forlì, Milano, Roma) 3 pali di oro scorciati accompagnati da - 3 stelle (6 raggi) dello stesso poste in fascia in alto tutto su azzurro - albero nodrito su terrazzo di verde attraversato nel tronco da - un bue passante di argento tutto su azzurro (citato in LEOM) |
|        | Orsieri o Orsières (Provenza, Nizzardo) Titolo: conti di Clanzo, Giletta, segnalazione di Michel Orcel); consignori di Dosfraires, Faraone Fasciato di rosso e d'argento, con lo scudetto in cuore, d'oro, carico di un orso di nero, ritto, con il capo di rosso alias Fasciato di rosso e d'argento, con lo scudetto in cuore, troncato di rosso e d'oro all'orso ritto, dall'uno nell'altro (citato in SUBL) |
|        | Orsini (Roma e Napoli) bandato d'argento e di rosso; al capo del primo caricato d'una rosa di rosso, sostenuto d'una trangla cucita d'oro, caricata d'una anguilla serpeggiante in fascia di verde (FR) Bandé de gueules et d'argent, au chef du second, chargé d'une rose de gueules, et soutenu d'une divise d'or, chargé d'un anguille ondoyante en fasce d'azur (citato in CROL – pag. 182 e in MONT - pag. 116 (... anguilla serpeggiante d'azzurro)) (in altri documenti, come nel MONTAUTI citato, l'anguilla è descritta d'azzurro, come del resto indica la blasonatura francese del disegno) Bandato di sei pezzi d'argento e di rosso, al capo del primo caricato di una rosa del secondo e sostenuto da una divisa d'oro caricata di una biscia di verde (citato in ASFI) |
|        | Orsini (Roma, Napoli) Titolo: conte di Nola, Soleto, Sarno, Atripalda, Soana, Conversano, Campagna, San Gemini, Muro, Nerola, conte palatino; duca di Amalfi, Monterotondo, Gravina; principe di Taranto, Salerno, Scandriglia, Solofra, Vallata, Roccagorga, del S.R.I. Bandato di rosso e d'argento, al capo del secondo caricato da una rosa di rosso e sostenuto da una trancia d'oro caricata da un'anguilla serpeggiante d'azzurro (citato in DAlena) bandato di rosso e d'argento, col capo d'argento caricato da una rosa rossa posta su una piccola fascia d'oro caricata da un'anguilla d'azzurro (citato in NBNA) bandato di rosso e di argento - rosa di rosso su argento in capo - anguilla di azzurro su trangla di oro (citato in LEOM) Notizie storiche in Nobili napoletani. |
|        | Orsini o Domus Ursinae (Roma) Bandato di rosso e d'argento, al capo del secondo caricato da una rosa di rosso e sostenuto da una fascia di rosso caricata da un'anguilla serpeggiante d'oro (immagine dello Stemmario reale di Baviera.) |
|        | Orsini (Rivalta, Trana, Orbassano, Torino) Titolo: conti di Orbassano, Rivalta, Trana; signori di Piobesi; consignori di Cereaglio, Ceva, Coazze, Cumiana, Giaveno, Parpaglia Di rosso, al ciclamoro d'argento (arma antica) (citato in SUBL) alias Bandato di rosso e d'argento, al capo del secondo, carico di una rosa del primo, sostenuto d'oro, cucito, e con la fascia carica di una anguilla d'azzurro, ondeggiante in fascia (citato in SUBL) alias Bandato di rosso e d'argento, al capo del secondo, carico di una rosa del primo, bottonata d'oro, sostenuto d'oro, cucito e con la fascia carica di una anguilla di nero (citato in SUBL) alias Inquartato, al 1º e 4º bandato di rosso e d'argento, al capo del secondo, carico di una rosa del primo, sostenuto d'oro, cucito e con la fascia carica di una anguilla d'azzurro, ondeggiante in fascia; al 2° e 3° di rosso al ciclamoro d'argento (citato in SUBL) Motto: Sans reproches - Con reison - Horrendum commota moveri |
|        | Orsini (Pisa, Firenze) Di verde, all'orso levato al naturale, lampassato di rosso, tenente un ramo di rosaio di verde, fiorito di un pezzo di rosso (citato in ASFI) orso rampante al naturale tenente con le zampe anteriori una rosa al naturale su verde (citato in LEOM) alias D'azzurro, all'orso levato al naturale, lampassato di rosso, tenente un ramo di rosaio di verde, fiorito di un pezzo di rosso (citato in ASFI) alias Di verde, all'orso levato al naturale, lampassato di rosso, tenente un ramo di rosaio di verde, fiorito di un pezzo di rosso; con il capo d'azzurro caricato di una croce ancorata d'oro (citato in ASFI) alias D'azzurro, all'orso levato al naturale, lampassato di rosso, tenente un ramo di rosaio di verde, fiorito di un pezzo di rosso; con il capo d'azzurro caricato di una croce ancorata d'oro (citato in ASFI) |
|        | Orsini (Toscana) (DE) Durch 1 goldenen Balken, dieser belegt mit 1 schwarzen Wellenleiste, geteilt: Oben in Silber 1 rote Rose, unten 5mal silber-rot schräggeteilt (citato in KHIF) |
|        | Orsini (Pisa) Palato di sei pezzi d'argento e di rosso, al capo del primo caricato di una rosa del secondo (citato in ASFI) |
|        | Orsini (Roma) (la blasonatura non è stata ancora caricata) (Immagine nell' Archivio Storico Capitolino (PDF).) |
|        | Orsini (Roma) (la blasonatura non è stata ancora caricata) (Immagine nell' Archivio Storico Capitolino (PDF) (archiviato dall'url originale il 4 marzo 2016).) |
|        | Orsini (Roma) bandato di argento e di rosso - rosa di rosso su argento in capo - anguilla di nero su trangla di oro - cerchio (bersaglio) di argento su rosso (citato in LEOM) |
|        | Orsini (Roma) bandato di argento e di rosso - rosa di rosso su argento in capo - trangla di oro caricata da una anguilla di verde - orso rampante di nero su oro tutto su scudetto su - croce di argento su - aquila bicipite di nero aureolata di oro su oro - 2 pali di oro su rosso - 3 fasce di argento su rosso - troncato in alto di azzurro seminato di gigli di oro (gigliato di Francia) e in basso croce di Gerusalemme su argento (citato in LEOM) |
|        | Orsini (Pitigliano) d'argento, a tre bande di rosso; al capo del primo caricato di una rosa del secondo e sostenuto d'oro (Immagine nella Raccolta stemmi Trippini (JPG).) |
|        | Orsini (Cesena) (la blasonatura non è stata ancora caricata) (citato in BLCW) Immagine in Blasone Cesenate. |
|        | Orsini del Balzo (Guardia dei Lombardi) inquartato: nel 1º e 4º di rosso alla stella a 16 raggi di argento (Del Balzo); nel 2º e 3º d'oro alla cornetta d'azzurro legata e guarnita di rosso (Orange) (citato in Araldica di Guardia dei Lombardi.) |
|        | Orsinotti (Pisa) Di..., all'orso levato di... (citato in ASFI) |
|        | Orsolini (Carrara, Parigi) Inquartato: nel 1º e 4º d'oro, alla gemella in banda di nero; nel 2º e 3º d'azzurro, all'orso levato al naturale (citato in ASFI) alias Inquartato: nel 1º e 4º d'oro, a due bande di nero; nel 2º e 3º d'azzurro, all'orso levato al naturale (citato in ASFI) 2 bande di nero su oro - orso al naturale rampante su azzurro (citato in LEOM) |
|        | Orsolini (Magliano Sabino, Roma) 2 bande di nero su oro - orso di oro rampante su azzurro (citato in LEOM) |
|        | Orsucci (Lucca) D'azzurro, al crescente rivolto d'argento alias D'azzurro, al crescente rivolto d'argento, con il capo dell'Impero (citato in ASFI) |
|        | Orsucci (Lucca) D'oro, all'orso levato al naturale (citato in ASFI) |
|        | Orsucci (Pescia) D'azzurro, all'orso levato al naturale, talvolta posato sul terreno dello stesso, tenente con le branche anteriori un pomo dello stesso, e alla banda attraversante di rosso, caricata di tre rose d'oro (citato in ASFI) 3 rose di oro su banda di rosso su - orso rampante al naturale mela dello stesso tra le anteriori su terrazzo al naturale su azzurro (citato in LEOM) |
|        | Orsucci o Orsucci di Pescia (Toscana) (DE) Über 1 schrägen und wellenförmigen natürlichen grünen Boden in Blau 1 naturfarbener Bär, 1 rote Frucht mit grünen Blättern haltend und überdeckt von 1 erniedrigten roten Schrägbalken, dieser belegt mit 3 silbernen Blumen (citato in KHIF) |

### Ort
| Stemma | Casato e blasonatura |
| ------ | --- |
|        | Orta (Dogliani) Titolo: consignori di Torre Uzzone Inquartato, al 1º e 4º di rosso, al 2º e 3º fasciato ondato d'argento e di nero, con una stella d'oro, in cuore, il tutto sotto un capo d'oro, carico di un'aquila coronata, di nero (citato in SUBL) stella (5 raggi) di oro su - inquartato di rosso pieno e di - fasciato ondato di argento e di nero - aquila coronata di nero su oro in capo (citato in LEOM) Motto: Orta est |
|        | Orti Manara (Verona) albero di verde nodrito in una cesta di vimini di oro su ristretto di verde uscente dalla punta tutto su azzurro (citato in LEOM) |
|        | Ortiz (Sicilia) Di verde, con una torre aperta e finestrata di nero, sormontata da un guerriero armato, accompagnata in punta da due palme poste in banda, il tutto d'oro; e la bordura cucita di verde caricata da quattro torri di oro, aperte di nero (citato in NBSC) (Cenno storico in Famiglie nobili di Sicilia (archiviato dall'url originale il 5 marzo 2016).) |
|        | Ortolani o Ortolano (Cefalù, Isnello, Palermo, Bologna) Titoli: barone di Pasquale, Bordonaro Soprano; nobile dei baroni di Bordonaro Soprano spaccato: al 1° di verde, a un leoncino coronato, sormontato da tre stelle, accostato da due alberi nodriti sulla partizione, il tutto d'oro: al 2° d'azzurro, al cane bracco d'argento (citato in SPRE – vol. IV pag. 942 e in PRTS e in Mango) spaccato: al 1° di verde, ad un leoncino coronato, sormontato da tre stelle male ordinate, accostato da due alberi nodriti sulla partizione, il tutto d'oro: al 2° d'azzurro, al cane bracco d'argento (ramo primogenito) (citato in NBSC) alias d'azzurro al leone col capo rivoltato rampante in pianura erbosa, movente dal fianco destro, sormontato da una cometa d'oro (citato in PRTS) d'azzurro, al leone col capo rivoltato, rampante sopra una collina erbosa, movente dal fianco destro dello scudo, il tutto al naturale, il leone sormontato da una cometa d'oro, posta in fascia (ramo cadetto) (citato in Mango e in NBSC) alias troncato 1° di verde al leone coronato sormontato da tre stelle accostato da due alberi d'oro, 2° d'azzurro al cane d'argento legato all'albero al naturale, custodito da una griglia d'oro sulla pianura erbosa (citato in PRTS) diviso: nel 1° di verde, con un leone coronato, accompagnato da due pini, e da tré stelle nel capo, il tutto d'oro; nel 2° d'azzurro, con un cane d'argento, legato ad un albero al naturale custodito da una griglia d'oro (citato in NBSC) Corona di barone (Cenno storico in Famiglie nobili di Sicilia (archiviato dall'url originale il 5 marzo 2016).) Ulteriore ragguaglio storico in Famiglie nobili di Sicilia (archiviato dall'url originale il 5 marzo 2016). |
|        | Ortolani (Cefalù, Palermo) leone rampante coronato sormontato da - 3 stelle (5 raggi) poste 1,2 e affiancato da - 2 alberi uscenti dalla troncatura tutto di oro su verde - cane bracco passante di argento su azzurro (citato in LEOM) |
|        | Ortolani (Cefalù, Palermo) leone rampante testa rivolta al naturale su erta erbosa di verde uscente dalla punta sinistra dello scudo digradante in banda su azzurro - cometa posta in fascia coda a destra di oro in alto su azzurro (citato in LEOM) |
|        | Ortolani (Cefalù, Palermo) leone rampante coronato sormontato da - 3 stelle (5 raggi) poste 1,2 e affiancato da - 2 alberi uscenti dalla troncatura tutto di oro su verde - cane di argento legato ad un albero al naturale entrambi traversanti una palizzata di oro su terrazzo al naturale tutto su azzurro (citato in LEOM) |
|        | Ortoller (Cesena) (la blasonatura non è stata ancora caricata) (citato in BLCW) Immagine in Blasone Cesenate. |

### Orv
| Stemma | Casato e blasonatura |
| ------ | --- |
|        | Orvilles (Sardegna) (di rosso seminato di crocette d'argento) (citato in Orvilles (Sardegna), su athenanoctua.com. URL consultato l'11 dicembre 2020 (archiviato dall'url originale il 28 giugno 2013).) |

### Os
| Stemma | Casato e blasonatura |
| ------ | --- |
|        | Oscasali (Cremona) scaccato di rosso e d'argento (citato in BLCR) Immagine in |
|        | Oseglia o Ozeglia (Torino) Titolo: conti di Varisella D'argento, al palo d'azzurro, accompagnato da sei rose di rosso, con il capo di rosso, carico di tre api, d'oro Motto: Alieno loquitur ore (citato in SUBL) |
|        | Oselladore (Chioggia) (la blasonatura non è stata ancora caricata) (citato in Araldica gentilizia (archiviato dall'url originale il 4 marzo 2016).) |
|        | Oselletti o Oselletto o Oseletti (Torino) D'argento, a tre cardellini, al naturale, 2, 1 Motto: In parvis magna (citato in SUBL) |
|        | Oseo (San Salvatore Monferrato) Titolo: conti di Terno D'argento allo stivale speronato di rosso, con il capo d'oro, carico di un'aquila coronata, di nero alias Di rosso, alla coscia e gamba umana, di carnagione, recisa, in palo, con il capo d'oro, carico di un'aquila coronata, di nero (citato in SUBL)                                                                                      |
|        | Osi (Cesena) (la blasonatura non è stata ancora caricata) (citato in BLCW) Immagine in Blasone Cesenate. |
|        | Osio (Milano) troncato inchiavato di azzurro e di argento - 3 stelle (8 raggi) poste 1,2 di oro sull'azzurro - gamba sinistra di argento calzata fin sopra il ginocchio di nero posta in scaglione coricato su rosso (citato in LEOM) |
|        | Osj d'azzurro, alla fascia di losanghe d'argento, accompagnata da due gigli d'oro, uno in capo, l'altro in punta (citato in MONT – pag. 95) |
|        | Osmani (Tortona, Ancona, Tolentino, Recanati) fascia di oro su troncato di azzurro e di rosso - luna di argento in alto su azzurro - monte a 3 cime di oro uscente dalla punta su rosso (citato in LEOM) |
|        | Osorio (Messina, Trapani, Salemi, Palermo) d'oro, con due lupi di rosso, passanti l'uno sull'altro (citato in NBSC) alias troncato: nel 1° d'oro, a due lupi di rosso, passanti l'uno sull'altro; nel 2° bandato ondato d'azzuro e d'argento, con la bordatura dello scudo di rosso (citato in Mango) (Cenno storico in Famiglie nobili di Sicilia (archiviato dall'url originale il 5 marzo 2016).) |
|        | Osorio (Madrid) 2 lupi di rosso correnti un sull'altro su oro - bandato ondato di azzurro e di argento - bordura di rosso caricata di 8 crocette di Sant'Andrea di oro (citato in LEOM) |
|        | Osorio Alarcón (Sicilia) D'oro, a due lupi di rosso, posti l'uno sull'altro alias Partito di Osorio, e di rosso, alla croce fiorata, d'oro, vuota del campo (Alarcón) (citato in SUBL) |
|        | Osorios (Sardegna) (d'oro, a due cavalli (?) al naturale, l'uno sull'altro) (citato in Osorios (Sardegna), su athenanoctua.com. URL consultato l'11 dicembre 2020 (archiviato dall'url originale il 28 giugno 2013).) |
|        | Ospinelli (Arquata Scrivia) Titolo: consignori di Arquata Scrivia, Cassano D'azzurro, alla sbarra scaccata di tre file, d'argento e di rosso alias Bandato d'argento e di rosso (citato in SUBL) |
|        | Ossi (Forlì) cane di argento seduto su terrazzo di verde tenente con la zampa anteriore sinistra osso di argento su azzurro (citato in LEOM) |
|        | Osso (Messina) d'azzurro, al cane bracco sedente d'argento, imbavagliato dello stesso (citato in Mango) |
|        | Osso (Morano Calabro - Lucera) Partito semispaccato; nel 1° d'oro alla croce del calvario di nero, macchiata di rosso e addestrata da un leone al naturale ad essa rampante; nel 2° d'azzurro a tre stelle d'oro; nel 3° di rosso a tre caprioli d'oro (citato in LONI) |
|        | Ossoli (Roma) (la blasonatura non è stata ancora caricata) (Immagine nell' Archivio Storico Capitolino (PDF) (archiviato dall'url originale il 4 marzo 2016).) |
|        | Ossoli della Torre (Domodossola, Roma) 3 ossa di morto poste in fascia un sull'altra sormontate da - un paio di occhi umani tutto al naturale su azzurro - torre a 2 palchi di argento sostenuta da - 2 leoni controrampanti di oro e sormontata da - aquila di nero coronata di oro tutto su azzurro (citato in LEOM)                                                                               |
|        | Ostalla (Casale ?) Troncato, al 1° d'oro, all'aquila di rosso (?), al 2° di rosso, a due fasce ondate d'oro, con la fascia di [...], carica di tre rose (?) d'oro, attraversante sulla troncatura (citato in SUBL) |
|        | Ostero o Hostero (Gassino, Pinerolo, Giaveno) Titolo: signori di Ostero; consignori di Brandizzo, Garzigliana, Gassino, Giaveno, Mombrone, San Martino, Tondonito Di rosso, all'aquila d'oro, armata d'azzurro Motto: Passez avant (citato in SUBL) |
|        | Ostiani d'argento a una banda di rosso accostata da due porte, una sopra e l'altra sotto, d'oro chiuse da catenacci a serratura nera, con stipiti di marmo, al naturale (citato in SPRE – Vol. III pag. 105) |
|        | Ostili o Ostili della Scala (Toscana) (DE) In Blau 1 goldener Löwe (citato in KHIF) |
|        | Ostili di Galeata (Firenze) D'azzurro, al leone d'oro (citato in ASFI) |
|        | Ostini (Lucca, Firenze) D'argento, a due rami di palma di verde, decussati e ridecussati, racchiudenti sull'incrocio alto un sole d'oro e su quello basso una torre di due piani di rosso (citato in ASFI) 2 foglie di palma incrociate per 2 volte di verde su argento - torre (2palchi) coperta di rosso al centro - sole di oro in alto su argento (citato in LEOM)                               |

### Ot
| Stemma | Casato e blasonatura |
| ------ | --- |
|        | Ott o Ott Traxler (Livorno) D'oro, all'animale (lontra) passante in banda, coronato del campo (citato in ASFI) lontra di nero rampante su oro (citato in LEOM) alias D'argento, alla stella a sei punte di rosso, racchiusa fra due rami di cervo d'oro, e accompagnata in punta da un trifoglio di verde (citato in ASFI) |
|        | Ottardi (Cesena) (la blasonatura non è stata ancora caricata) (citato in BLCW) Immagine in Blasone Cesenate. |
|        | Ottavanti (Firenze) Di..., alla fascia di..., accompagnata da tre palle di..., 2.1, quella della punta sormontata da un compasso aperto in scaglione di... (citato in ASFI) |
|        | Ottaviani di azzurro alla banda di rosso bordata d'oro e caricata di tre palle dello stesso (citato in SPRE – Vol. II pag. 141) |
|        | Ottaviani (Siena) D'azzurro, alla banda d'oro caricata di un ramo noderoso reciso di nero (citato in ASFI) |
|        | Ottaviani (Palermo) Titolo: conte inquartato: 1° d'oro alla torre di rosso merlata alla guelfa aperta, 2° di rosso al leone d'oro col ramoscello di palma il tutto d'argento; 3° d'azzurro al braccio destro armato tenente con le mani di carnagione un nastro d'oro, 4° al leone di rosso tenente con la zampa anteriore destra una spada al naturale, alla fascia d'argento caricata di una stella d'oro (citato in PRTS) inquartato: al 1° d'oro, alla torre di rosso meriata di quattro pezzi dalla guelfa; al 2° di rosso, al leone tenente con la zampa anteriore un ramoscello di palma, il tutto d'argento; al 3° d'azzurro, al braccio destro armato movente dal lato sinistro dello scudo, tenente colla mano di carnagione un nastro d'azzurro orlato d'oro; al 4° d'oro, al leone di rosso tenente con la zampa anteriore destra una spada al naturale, alta in palo, alla fascia d'argento attraversante, caricata di una stella (8) di azzurro (citato in NBSC) Motto: Ne pereat (Cenno storico in Famiglie nobili di Sicilia (archiviato dall'url originale il 5 marzo 2016).) |
|        | Ottaviani (Messina) stella (8 raggi) di azzurro su fascia di argento su - torre di rosso merlata di 4 pezzi alla guelfa su oro aperta e finestrata del campo - leone rampante di argento tenente nella destra una foglia di palma dello stesso su rosso - braccio destro armato uscente da destra tenente con la mano di carnagione un nastro di azzurro orlato di oro su azzurro - leone rampante di rosso tenente con la zampa destra una spada al naturale posta in palo su oro (citato in LEOM) |
|        | Ottaviani (Cesena) (la blasonatura non è stata ancora caricata) (citato in BLCW) Immagine in Blasone Cesenate. |
|        | Ottelio (Udine, Milano) fascia di azzurro su - albero di quercia a 2 rami incrociati di verde nodrito su - monte a 3 cime dello stesso uscente dalla punta su troncato di rosso e di oro (citato in LEOM) |
|        | Ottieri (Siena, Firenze) D'azzurro, al monte di sei cime d'oro, sostenente un'aquila dal volo abbassato di nero, coronata d'oro alias D'oro, al monte di sei cime d'argento, sostenente un'aquila dal volo spiegato di rosso (citato in ASFI) |
|        | Ottieri (Roma) (la blasonatura non è stata ancora caricata) (Immagine nell' Archivio Storico Capitolino (PDF) (archiviato dall'url originale il 5 marzo 2016).) |
|        | Ottieri della Ciaia (Chiusi, Roma) cane levriero rampante di argento collarinato di oro su troncato di azzurro e di verde (citato in LEOM) |
|        | Ottieri della Ciaia (Chiusi, Roma) aquila coronata di rosso posata su monte a 3 cime di oro su argento (citato in LEOM) |
|        | Ottinelli (Firenze) D'argento, al leone d'azzurro, armato e lampassato di rosso, accompagnato in capo da un lambello a quattro pendenti pure di rosso alias D'argento, al leone d'azzurro e allo scaglione diminuito attraversante di rosso (citato in ASFI) |
|        | Ottino (Asti) Di (...), a tre pali, di (...) (citato in SUBL) |
|        | Ottino (Fossano) Fasciato ondato, d'azzurro e d'oro Motto: Temporibus propriis (citato in SUBL) |
|        | Ottoboni (Brescia, Roma, Venezia) troncato: nel 1º d'oro, all'aquila bicipite di nero, coronata dello stesso su entrambe le teste; nel 2º trinciato d'azzurro e di verde, alla banda d'argento attraversante sulla partizione (citato in AMDC e in SPRE - Vol. II pag. 120 (trinciato d'azzurro e di verde alla banda di argento attraversante col capo dell'impero)) |
|        | Ottoboni (Roma, Venezia) Troncato: nel 1° d'oro all'aquila di nero bicipite coronata del campo sulle due teste; nel 2° trinciato d'azzurro e di verde alla banda d'argento; con l'ornamento della Basilica Papale Cimiero: dell'aquila bicipite (citato in DAlena) |
|        | Ottoboni (Venezia) Troncato: nel 1° d'oro all'aquila di nero bicipite; nel 2° di verde alla sbarra d'argento; con l'ornamento della Basilica Papale (Immagine nella Raccolta stemmi Trippini (JPG).) |
|        | Ottoboni o Rasponi (Ravenna, Roma) aquila bicipite di nero coronata su ambo le teste di oro su oro - banda di argento su trinciato di azzurro e di verde (citato in LEOM) |
|        | Ottobono (Roma) (la blasonatura non è stata ancora caricata) (Immagine nell' Archivio Storico Capitolino (PDF) (archiviato dall'url originale il 4 marzo 2016).) |
|        | Ottobuoni (Firenze) D'argento, all'aquila dal volo abbassato di nero (citato in ASFI) (DE) In Silber 1 schwarzer Adler (citato in KHIF) |
|        | Ottolenghi (Acqui, Alessandria, Firenze) Titolo: conti con il predicato di Vallepiana Troncato semipartito, al 1° d'azzurro, a otto lingue di fiamma d'oro, 3, 2, 3, al 2° d'argento, a tre bande d'azzurro, al 3° palato di rosso e d'oro, di quattro pezzi Motto: Pro charitate (citato in SUBL) |
|        | Ottolenghi (Asti) Titolo: conti D'oro, al caduceo di rosso, con due ramoscelli di melograno fioriti al naturale, decussati e attraversanti sul caduceo, con la bordura composta d'argento e di verde (citato in SUBL) caduceo (bastone alato in alto accollato da 2 serpenti con le teste affrontate) di rosso su - 2 rami di melograno fiorito al naturale incrociati tutto su oro - bordura composta di argento e di verde (citato in LEOM) alias D'oro, al caduceo di rosso, con due ramoscelli di melograno fioriti al naturale, decussati e attraversanti sul caduceo (citato in SUBL) caduceo (bastone alato in alto accollato da 2 serpenti con le teste affrontate) di rosso su - 2 rami di melograno fiorito al naturale incrociati tutto su oro (citato in LEOM) Motto: Lavoro e beneficenza |
|        | Ottolenghi di Vallepiana (Acqui terme, Alessandria, Firenze) 8 fiamme di oro poste 3,2,3 su azzurro - 3 bande di azzurro su argento - palato di rosso e di oro (4 pezzi) (citato in LEOM) |
|        | Ottolini (Firenze) D'azzurro, alla morsa posta in banda d'oro (citato in ASFI) |
|        | Ottolini (Lucca) D'argento, al cervo saliente al naturale, sostenuto dal monte di tre cime di verde e accostato da due rami dello stesso nodriti sul monte medesimo (citato in ASFI) |
|        | Ottolini (Lago Maggiore, Milano) Titolo: consignori di Invorio Troncato, d'oro, all'aquila di nero, coronata del campo, e d'argento, al castello di due torri, di rosso alias Troncato, d'oro, all'aquila di nero, coronata del campo, e d'argento, a un muro cimato di tre torri, di rosso, aperto del campo, murato di nero (citato in SUBL) |
|        | Ottolini (Sicilia) d'azzurro, al monte di tre cime d'oro, sormontato da un daino d'argento (citato in Mango e in NBSC) (Cenno storico in Famiglie nobili di Sicilia (archiviato dall'url originale il 5 marzo 2016).) |
|        | Ottolini Balbani Conti (Lucca) 3 bande di azzurro su argento caricate di 6 aquilotti di oro nel verso della pezza posti 3,2,1 - cervo rampante al naturale da monte a 5 cime di verde posto a sinistra in basso su argento - cavaliere armato al naturale su terrazzo di verde su azzurro tenente in destra uno stendardo di argento caricato di 3 cavalieri simili un sull'altro al naturale (citato in LEOM) |
|        | Ottolini Balbani Conti (Lucca) 3 monti al naturale di azzurro uscenti dalla punta reggenti al centro - un cervo rampante al naturale ai lati - 2 ramoscelli di olivo dello stesso accompagnati in semicerchio il cervo tutto su argento (citato in LEOM) |
|        | Ottone (Firenze) leone rampante coronato di oro su azzurro (citato in LEOM) |
|        | Ottone (Genova) leone rampante di oro tenente nella destra una rosa stelata e fogliata di argento su tagliato di rosso e di azzurro (citato in LEOM) |
|        | Ottonelli (Brescia) 4 gigli di rosso su fascia di oro su - leone rampante troncato di rosso e di azzurro su troncato di azzurro e di rosso (citato in LEOM) |
|        | Ottonelli (Brescia) 4 gigli di rosso posti in fascia su fascia di oro su - leone rampante rivolto troncato di rosso e di azzurro su troncato di azzurro e di rosso (citato in LEOM) |
|        | Ottonelli (Brescia) fasciato di verde e di rosso (8 pezzi) - luna rivolta di oro affiancata da - 2 stelle (6 raggi) dello stesso su campagna di azzurro (citato in LEOM) |
|        | Ottoni (Firenze) Di..., al leone di... (citato in ASFI) |
|        | Ottoni (Matelica) Titolo: Marchesi Scacchiera bianca e rossa; capo d'oro carico di un'aquila dal volo abbassato di nero (citato in Gallica.bnf.fr.) |
|        | Ottonlei d'azzurro, alla sbarra d'oro (citato in MONT – pag. 126) |

### Ov
| Stemma | Casato e blasonatura                                                                             |
| ------ | ------------------------------------------------------------------------------------------------ |
|        | Ovio (Oderzo, Firenze, Roma) 3 uova in palo di rosso su banda di oro su azzurro (citato in LEOM) |

### Oz
| Stemma | Casato e blasonatura                                                  |
| ------ | --------------------------------------------------------------------- |
|        | Ozeno (la blasonatura non è stata ancora caricata) (citato in DAlena) |